# Provincia di Brescia
La provincia di Brescia è una provincia italiana della Lombardia di 1 268 226 abitanti, con capoluogo Brescia. È la provincia più estesa della Lombardia, con una superficie di 4 784,36 km² e una densità abitativa di circa 264 abitanti per km², e al suo interno sono compresi 205 comuni. È la seconda provincia per numero di abitanti della regione e la quinta in Italia (prima, se si escludono le città metropolitane).
Confina a nord e a nord-ovest con la provincia di Sondrio, a ovest con la provincia di Bergamo, a sud-ovest con la provincia di Cremona, a sud con la provincia di Mantova, a est con il Veneto (provincia di Verona) e con il Trentino-Alto Adige (provincia autonoma di Trento).

## Geografia fisica

Aree della provincia

La provincia di Brescia è la più estesa della regione, vanta tre laghi principali, lago di Garda, lago d'Iseo e il lago d'Idro, più altri numerosi laghi minori di montagna, tre valli, Val Camonica, Valtrompia e Valle Sabbia, più altre valli minori, oltre che a un'ampia zona pianeggiante a sud del territorio cittadino, conosciuta come la Bassa Bresciana, e varie zone collinari che circondano il panorama cittadino e si estendono a est verso la Valtenesi e a ovest verso la Franciacorta.
Grazie alla varietà altitudinale e morfologica, nonché della presenza di grandi laghi, la provincia di Brescia comprende vari biomi dell'Europa: da qualcosa di simile alla macchia mediterranea fino alle nevi perenni dell'Adamello (col più grande ghiacciaio delle Alpi italiane).

### Le valli
Le tre valli principali del territorio bresciano sono la Val Camonica, percorsa dal fiume Oglio ed inserita nel territorio nord-occidentale della provincia che va dal massiccio dell'Adamello al lago d'Iseo, e costituisce circa il 25% della superficie totale della provincia, la Val Trompia, bacino montano del fiume Mella, compreso tra i comuni di Concesio e Collio, la Valle Sabbia, seconda in termini di grandezza, che comprende i comuni da Serle a Bagolino lungo il corso del fiume Chiese.
Tutte e tre le valli hanno come punto d'unione il Passo di Crocedomini, che prende appunto il nome dalla "croce" formata dall'unione dei tre bacini, e l'arteria stradale che ne permette il collegamento è la ex-Strada statale 345 delle Tre Valli.
Altra zona di confine tra le tre valli è il Maniva poco distante dal passo Crocedomini.

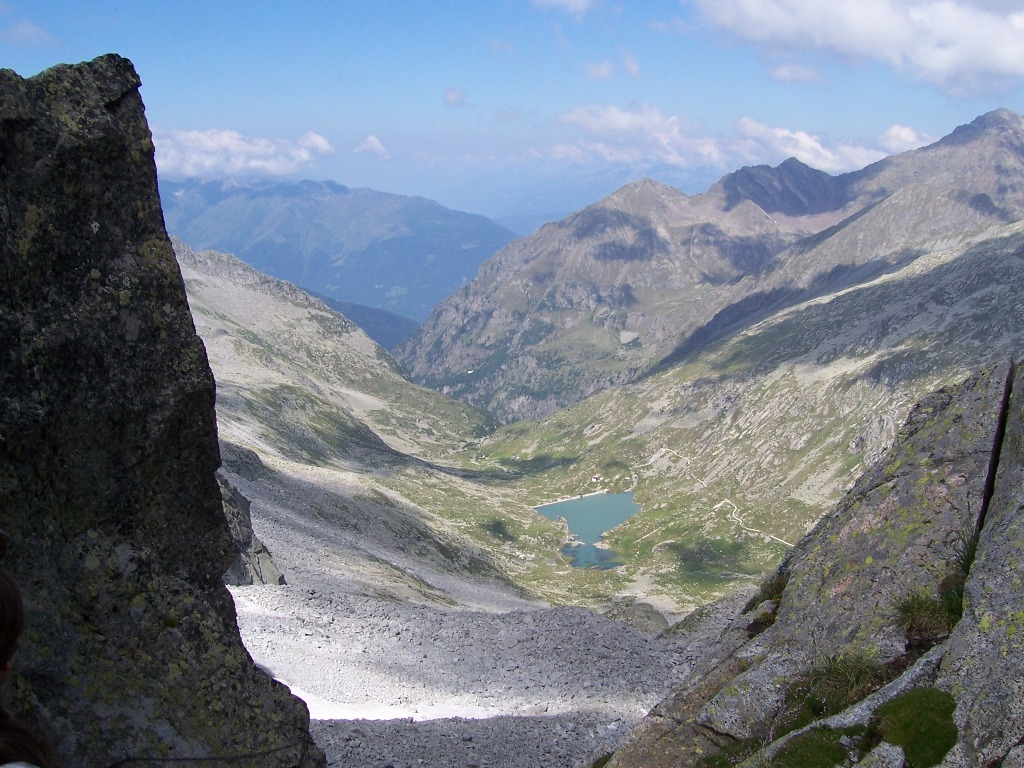
Vista della Val Miller.

Si contano inoltre numerose piccole valli sul territorio provinciale, circa 26, spesso tributarie di una maggiore, come nel caso della nebulosa di valli comprese nel bacino della Valle Camonica e dell'Adamello.
La geomorfologia e la geologia, per via della vastità territoriale della provincia, sono differenti da valle a valle, e spesso è possibile riconoscere all'interno dello stesso bacino caratteristiche differenti delle pareti rocciose. Nella maggior parte dei casi la conformazione del territorio è di origine calcarea.
Il territorio provinciale comprende:
- tutta la Val Camonica tranne 3 comuni (il 27% della provincia),
- la Val Trompia,
- la Val Sabbia, percorsa dal fiume Chiese e comprendente il lago d'Idro (Eridio), tranne la porzione più settentrionale (Valle del Chiese, trentina);
- gran parte della sponda occidentale e di quella meridionale del lago di Garda (Benaco);
- la Val Vestino;
- la fascia pedemontana tra i laghi di Garda e d'Iseo e le aree collinari della Franciacorta e di parte dei colli morenici del Garda;
- un'area di pianura in gran parte compresa tra l'Oglio e il Chiese denominata Bassa Bresciana.

### Laghi

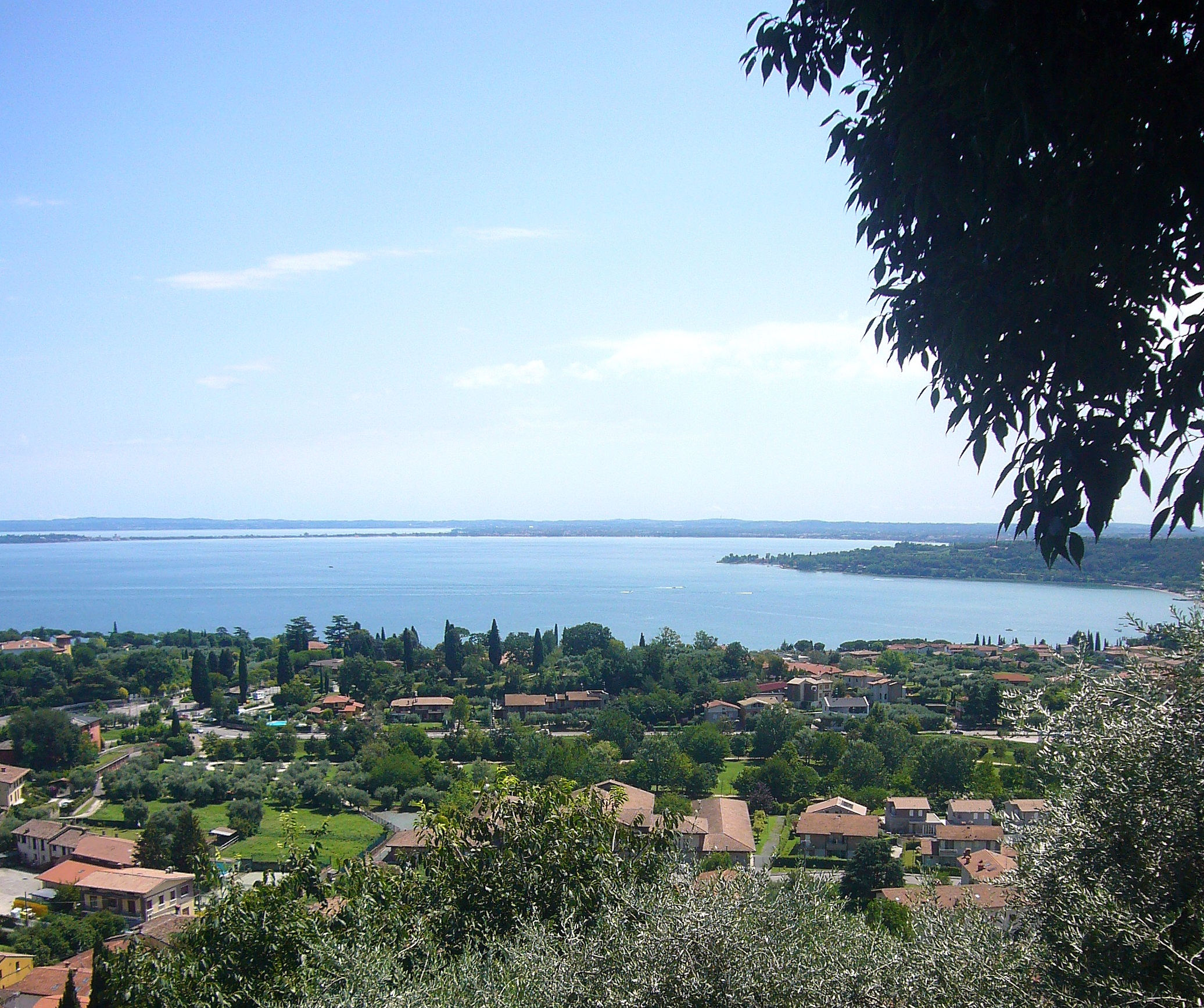
Panorama del lago di Garda

Nell'area della provincia di Brescia sono compresi otto laghi, di cui tre maggiori e gli altri di carattere minore.

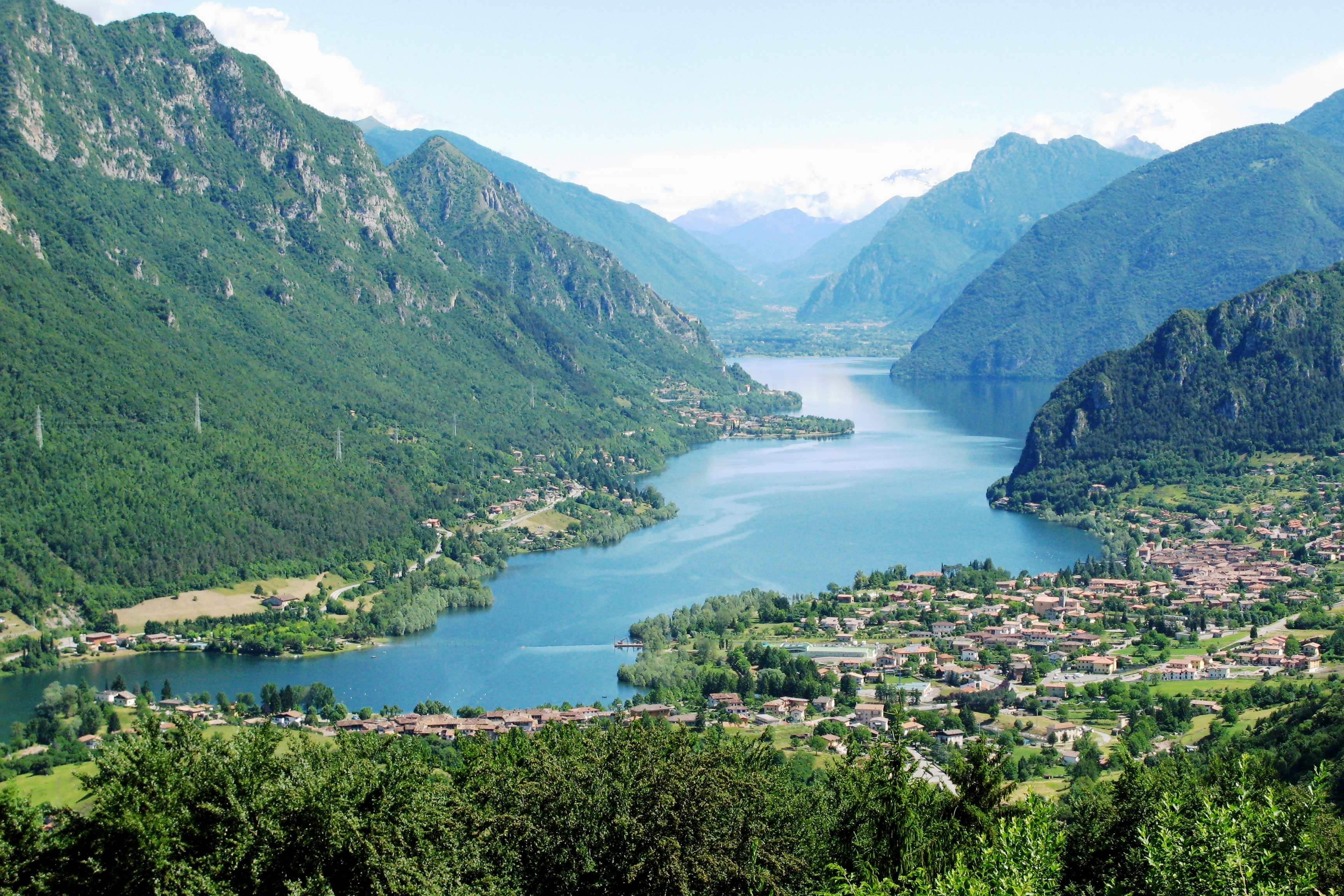
Il lago d'Idro

Il bacino lacustre principale sia in termini dimensionali che di importanza climatica e culturale è sicuramente il lago di Garda, condiviso con le provincie di Trento e Verona, che con i suoi 370 km² di superficie può ritenersi il maggiore lago italiano. Per via delle sue dimensioni il lago esercita un influsso considerevole sul clima e sull'ambiente circostante, creando in generale una micro-area geografica dal clima più mitigato sia nei periodi estivi che in quelli invernali.
Il lago d'Iseo è il secondo bacino d'acqua dolce in terra bresciana, ed è situato a circa 180 m di quota sopra il livello del mare, nel territorio detto "Sebino", compreso tra la Val Camonica (a nord) e la Franciacorta (a sud), che divide le province di Bergamo e di Brescia.

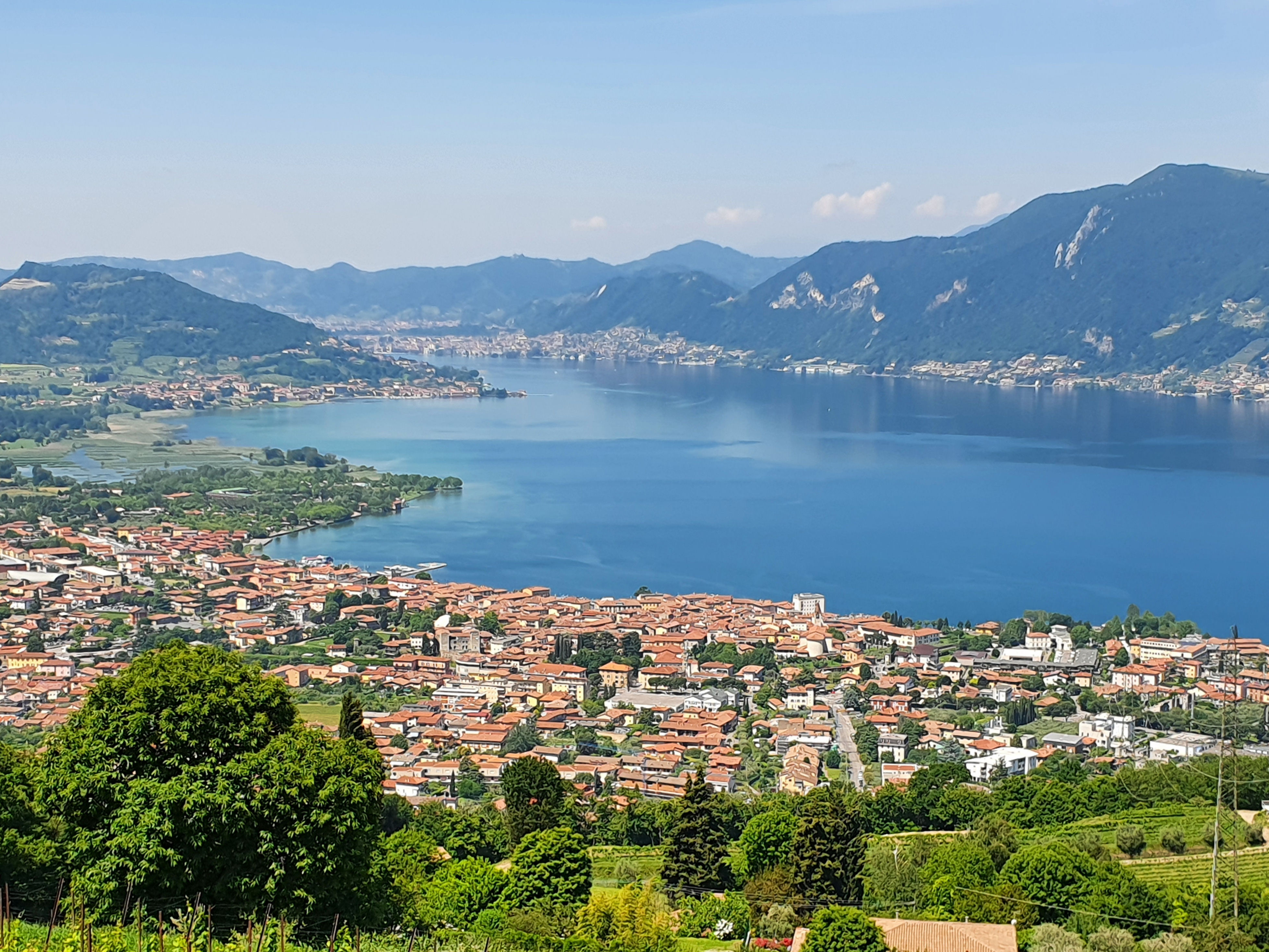
Vista del lago d'Iseo.

Il lago d'Idro, terzo bacino in ordine di superficie all'interno del territorio provinciale, è situato in piena valle Sabbia al confine tra il bresciano e la provincia autonoma di Trento, e si differenzia dai precedenti bacini lacustri per le modeste dimensioni. Le acque del lago vengono principalmente sfruttate per l'irrigazione delle coltivazioni nei territori contigui, oltre che per la produzione di energia elettrica mediante una piccola centrale idroelettrica situata a valle nella frazione Carpeneda del comune di Vobarno.
Gli altri bacini idrici di carattere lacustre, principalmente di carattere artificiale, si trovano in vari punti della provincia divisi tra Val Camonica e Valle Sabbia, e sono:
| Lago          | Superficie (km²) | Profondità massima (m) | Provincia    |
| ------------- | ---------------- | ---------------------- | ------------ |
| Lago di Garda | 370              | 346                    | BS - VR - TN |
| Lago d'Iseo   | 65,3             | 251                    | BS - BG      |
| Lago d'Idro   | 10,9             | 122                    | BS - TN      |
| Lago Moro     | 0,174            | 43                     | BS           |

| Lago                | Superficie (km²) | Profondità massima (m) | Vallata           |
| ------------------- | ---------------- | ---------------------- | ----------------- |
| Lago di Valvestino  | 1,38             | 38                     | Valvestino        |
| Lago d'Avio         | 0,444            | 79                     | Val d'Avio        |
| Lago Pantano d'Avio | 0,420            | 62                     | Val d'Avio        |
| Lago Benedetto      | 0,377            | 46                     | Val d'Avio        |
| Lago Venerocolo     | 0,198            | 27                     | Val d'Avio        |
| Lago d'Arno         | 0,865            | 83,67                  | Val Ghilarda      |
| Lago Baitone        | 0,391            | 79                     | Conca del Baitone |
| Lago della Vacca    | 0,256            | 15,1                   | Valle del Caffaro |
| Lago Aviolo         | 0,065            | 27                     | Val Paghera       |
| Lago di Salarno     | 0,065            | 27                     | Val Salarno       |

### I fiumi

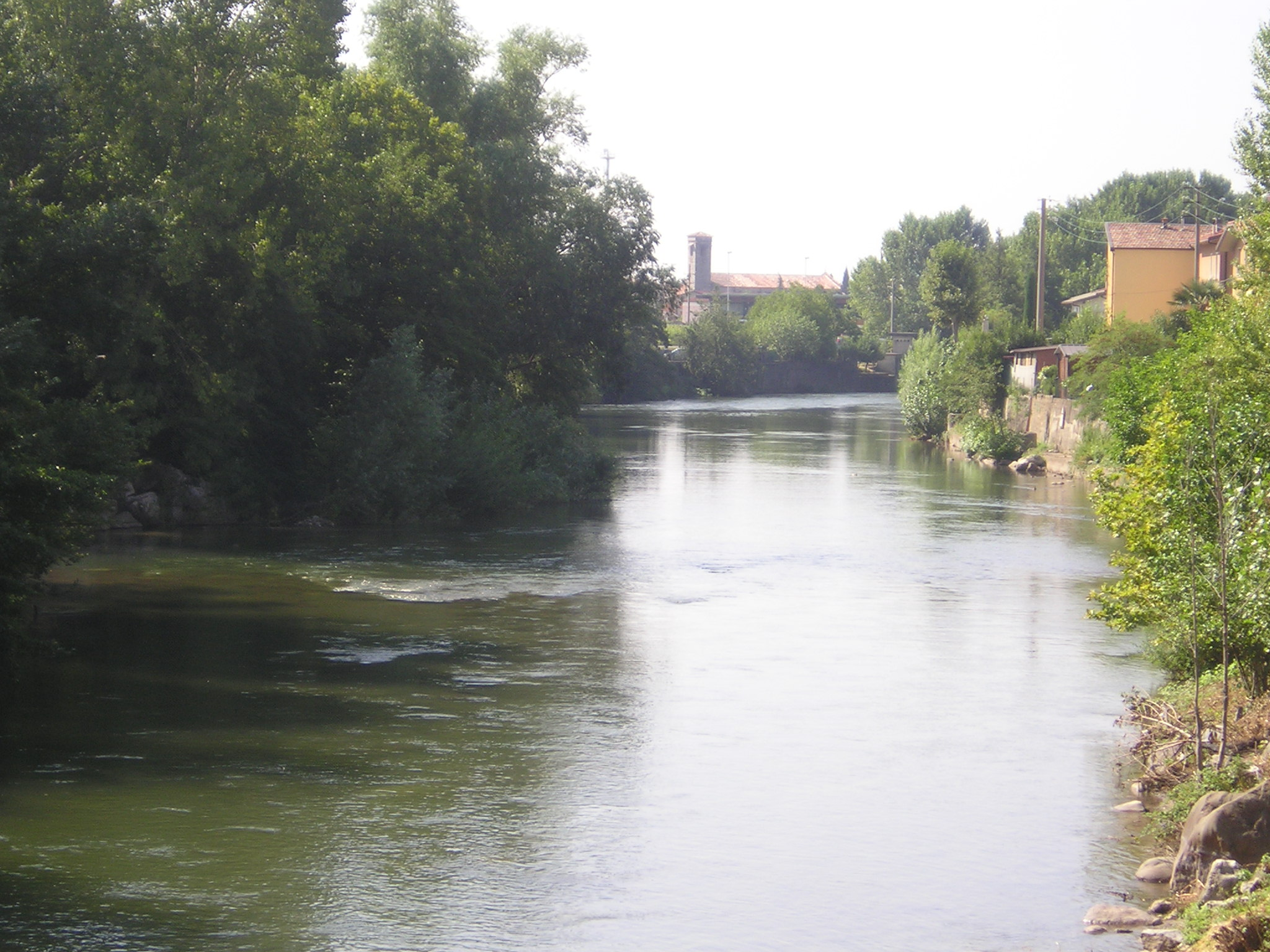
Il fiume Chiese a Sopraponte

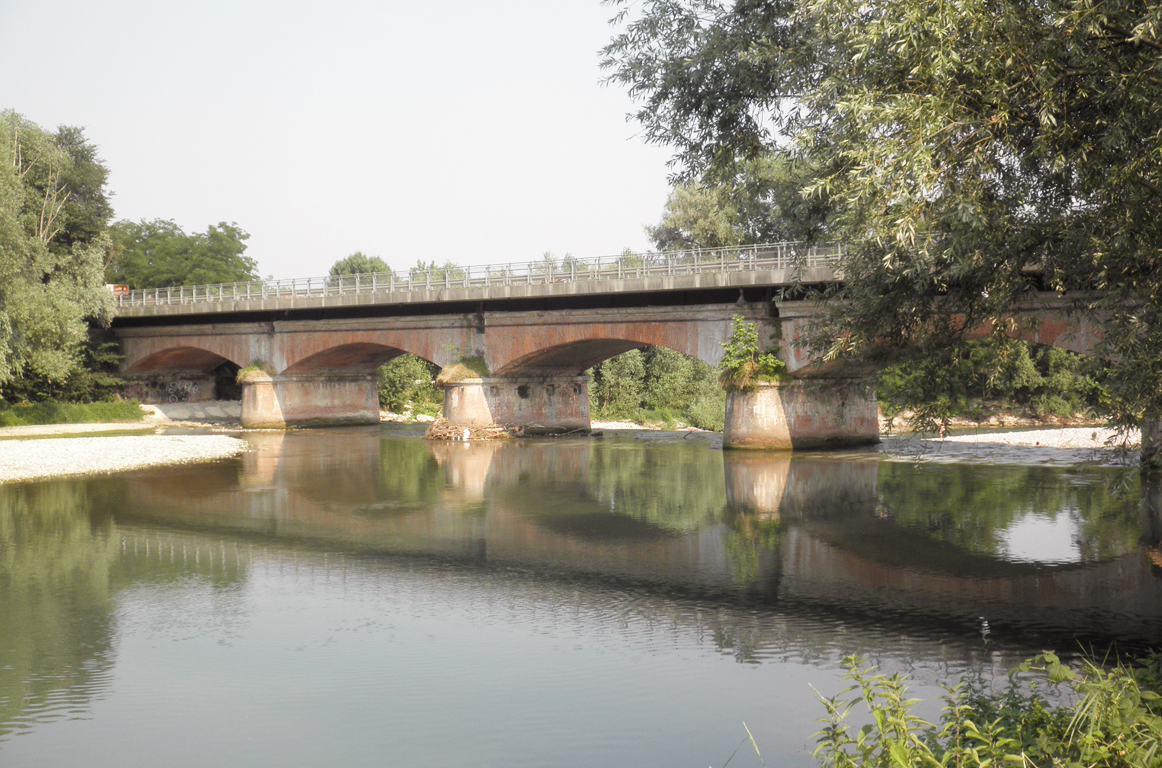
Il fiume Oglio nei pressi di Orzinuovi

Sono 45 i corsi d'acqua che attraversano il territorio della provincia bresciana, quasi tutti a carattere torrentizio e quindi di lunghezza molto limitata.
Gli unici corsi d'acqua che si possono definire veri e propri fiumi sono 3, ovvero il fiume Oglio, il fiume Chiese ed il fiume Mella; divisi nelle tre valli principali.
Il fiume Oglio nasce dal Corno dei Tre Signori, località tra le province di Brescia, Trento e Sondrio e scorre attraversando tutta la Val Camonica formando ed alimentando il lago d'Iseo. Sfociando nel bergamasco nei pressi di Sarnico, il fiume prosegue toccando tutti i comuni a ridosso tra le province di Brescia e Bergamo inglobando i principali affluenti, Cherio, Mella e Chiese lungo la bassa Bresciana e cremonese.
Il fiume Chiese nasce nel gruppo dell'Adamello in territorio trentino e percorrendo la valle del Chiese entra in territorio bresciano andando a formare il lago d'Idro. Sfociando nei pressi del comune di Idro percorre tutta la valle Sabbia e parte della bassa Bresciana orientale (fino ad 
Acquafredda) entrando in territorio mantovano.
Il fiume Mella è il più piccolo tra i tre corsi d'acqua principali bresciani vantando 96 km di lunghezza e una portata d'acqua di circa 11 m³/s). Nasce al passo del Maniva e percorre tutta la Valtrompia, raggiungendo e attraversando tangenzialmente il territorio cittadino di Brescia. Prosegue il proprio corso in alcuni comuni della bassa occidentale prima di sfociare nel fiume Oglio al confine con la provincia di Cremona nel territorio di Ostiano.
I torrenti del territorio provinciale sono concentrati maggiormente in Val Camonica, spesso come affluenti dell'Oglio, o di altri torrenti maggiori, ma il principale corso d'acqua a carattere torrenziale, con i suoi 42 km di lunghezza, è il Garza, che nasce a Lumezzane in Valtrompia e attraversando il comune di Agnosine crea la cosiddetta Valle del Garza, nei comuni di Caino e Nave, prima di attraversare il territorio cittadino di Brescia e sfociare nel Mella a Capriano del Colle.
Altri torrenti o canali artificiali che percorrono buona parte del territorio provinciale sono:
- la Seriola Vecchia, diretta derivazione dal fiume Oglio. Nasce da Palazzolo e bagna prevalentemente il territorio del comune di Chiari
- la Seriola Nuova, diretta derivazione dal fiume Oglio. Nasce da Palazzolo e bagna prevalentemente il territorio del comune di Chiari, raggiungendo Coccaglio e Rovato
- la Castrina, derivata dal fiume Oglio a Palazzolo, passa da Pontoglio e irriga le terre di Chiari
- la Fusia, deriva dal fiume Oglio a Paratico e bagna Capriolo, Palazzolo, Chiari, Cologne e Rovato
- la Castellana, deriva dall'Oglio a Pontoglio e passa per Urago irrigando Chiari, Comezzano, Castelcovati, Castrezzato
- il comprensorio della roggia Trenzana-Travagliata, diretta derivazione dell'Oglio, da cui poi derivano le rogge Trenzana e Travagliata.
- il Naviglio di Brescia, che nasce a Gavardo dal fiume Chiese e bagna i comuni della bassa Valle Sabbia, di Brescia e della bassa Bresciana orientale, prima di sfociare nell'Oglio all'altezza di Canneto, nel mantovano;
- il complesso del Gandovere/Mandolossa che scorre nella valle di Ome e nei pressi del confine fra Castegnato e Gussago si divide in due rami di cui uno sfocia nel Mella, mentre l'altro spaglia a Torbole casaglia ,
- il Redone, che nasce in località Lavagnone tra Desenzano del Garda e Lonato e, attraversando tutti i comuni del basso Garda, sfocia nel Mincio all'altezza di Monzambano, in provincia di Mantova;
- lo Strone che bagna la campagna della bassa bresciana fra San Paolo e Pontevico.
- la Seriola o Roggia Lonata, canale artificiale scavato intorno all'anno 1370 che deriva dal Chiese nel comune di Bedizzole e dopo aver attraversato i comuni di Lonato, Calcinato, Montichiari e Alto mantovano, ritorna nel fiume Chiese.

### Clima
Secondo la classificazione dei climi di Köppen, la provincia gode del clima temperato umido (Cfa). È quindi piovoso o generalmente umido per tutte le stagioni, mentre le estati sono molto calde. La varietà orografica e la vastità territoriale comportano la presenza di piccole differenze climatiche a seconda della zona territoriale considerata. Solitamente le macro aree di riferimento sono: la Bassa Bresciana, l'area cittadina di Brescia, la zona del lago di Garda e le tre valli principali.

#### Bassa Bresciana
| BRESCIA GHEDI (1971-2000)  | Mesi | Mesi | Mesi | Mesi | Mesi | Mesi | Mesi | Mesi | Mesi | Mesi  | Mesi | Mesi | Stagioni | Stagioni | Stagioni | Stagioni | Anno  |
| BRESCIA GHEDI (1971-2000)  | Gen  | Feb  | Mar  | Apr  | Mag  | Giu  | Lug  | Ago  | Set  | Ott   | Nov  | Dic  | Inv      | Pri      | Est      | Aut      | Anno  |
| -------------------------- | ---- | ---- | ---- | ---- | ---- | ---- | ---- | ---- | ---- | ----- | ---- | ---- | -------- | -------- | -------- | -------- | ----- |
| T. max. media (°C)         | 5,4  | 8,5  | 13,6 | 17,2 | 22,5 | 26,4 | 29,1 | 28,5 | 24,3 | 18,0  | 10,4 | 5,8  | 6,6      | 17,8     | 28,0     | 17,6     | 17,5  |
| T. min. media (°C)         | −2,0 | −1,0 | 2,8  | 6,6  | 11,6 | 15,4 | 17,9 | 17,5 | 13,6 | 8,6   | 2,8  | −1,0 | −1,3     | 7,0      | 16,9     | 8,3      | 7,7   |
| Precipitazioni (mm)        | 65,5 | 47,9 | 56,0 | 67,3 | 82,6 | 83,4 | 74,0 | 74,2 | 89,2 | 111,9 | 73,8 | 62,4 | 175,8    | 205,9    | 231,6    | 274,9    | 888,2 |
| Giorni di pioggia          | 7    | 5    | 6    | 9    | 10   | 8    | 6    | 6    | 6    | 8     | 7    | 6    | 18       | 25       | 20       | 21       | 84    |
| Giorni di nebbia           | 21   | 12   | 5    | 2    | 1    | 0    | 0    | 0    | 2    | 9     | 17   | 19   | 52       | 8        | 0        | 28       | 88    |
| Umidità relativa media (%) | 84   | 78   | 71   | 72   | 70   | 69   | 69   | 70   | 72   | 78    | 83   | 85   | 82,3     | 71       | 69,3     | 77,7     | 75,1  |

Nella zona della Bassa la piovosità è in genere moderata e ben distribuita nel corso dell'anno. Una media dei rilevamenti del trentennio 1971-2000, registrati nella stazione meteorologica di Ghedi, abbastanza indicativa per tutto il territorio a sud del capoluogo lombardo, ha indicato che i giorni in cui la piovosità si è registrata nell'arco di anno siano circa 84, circa il 25%, equamente distribuita nel corso dell'anno, con dei naturali picchi nella stagione primaverile. Stesso ragionamento segue la misura quantitativa delle precipitazioni, che registrano un leggero aumento in autunno toccando il picco di 274,9 mm.
Vero fattore caratterizzante della zona è l'umidità relativa che mediamente si attesta intorno al 75,1% nel corso dell'anno, registrando il valore massimo in inverno con 82,3%, rispetto ad un più modesto, ma comunque elevato 69,3% di umidità nel periodo estivo. L'elevata presenza di umidità nell'aria fa sì che durante i mesi invernali ed autunnali si verifichi frequentemente il fenomeno della nebbia, come nel resto di tutta la Pianura Padana.
Le temperature sono solitamente in linea con quelle delle zone limitrofe nel mantovano e nel cremonese, e presentano una uniformità tra il periodo autunnale e primaverile, con temperature che si attestano intorno ai 15 °C, mentre si ha una moderata curvatura delle rilevazioni verso l'alto e verso il basso, rispettivamente nei periodi estivi, con punte di 39 °C, ed invernali, dove si sono registrati picchi negativi fino a 20 °C sotto lo zero.

#### Benaco
| SALÒ                | Mesi | Mesi | Mesi | Mesi | Mesi | Mesi | Mesi | Mesi | Mesi | Mesi | Mesi | Mesi | Stagioni | Stagioni | Stagioni | Stagioni | Anno  |
| SALÒ                | Gen  | Feb  | Mar  | Apr  | Mag  | Giu  | Lug  | Ago  | Set  | Ott  | Nov  | Dic  | Inv      | Pri      | Est      | Aut      | Anno  |
| ------------------- | ---- | ---- | ---- | ---- | ---- | ---- | ---- | ---- | ---- | ---- | ---- | ---- | -------- | -------- | -------- | -------- | ----- |
| T. max. media (°C)  | 6,3  | 8,2  | 12,4 | 16,8 | 21,5 | 26,0 | 28,5 | 27,4 | 23,5 | 17,5 | 11,1 | 7,2  | 7,2      | 16,9     | 27,3     | 17,4     | 17,2  |
| T. min. media (°C)  | 1,0  | 2,2  | 5,3  | 8,6  | 12,4 | 16,2 | 18,6 | 18,3 | 15,6 | 10,8 | 5,8  | 1,8  | 1,7      | 8,8      | 17,7     | 10,7     | 9,7   |
| Precipitazioni (mm) | 77   | 67   | 86   | 86   | 106  | 95   | 90   | 115  | 89   | 120  | 106  | 68   | 212      | 278      | 300      | 315      | 1 105 |
| Giorni di pioggia   | 7    | 6    | 8    | 9    | 11   | 10   | 7    | 8    | 6    | 8    | 9    | 6    | 19       | 28       | 25       | 23       | 95    |

La zona del territorio bresciano che costeggia ad est il lago di Garda gode di un clima fortemente influenzato dal bacino lacustre che, rispetto ai territori circostanti, mitiga gli effetti del clima temperato continentale.
Dai dati rilevati dalla stazione meteorologica posta nel comune di Salò, situato nella metà della costa ovest del lago, si rileva un significativo innalzamento delle temperature medie di tutte le stagioni con inverni non troppo rigidi e delle estati calde. Il numero di giorni di pioggia è leggermente maggiore rispetto al resto del territorio provinciale, così come la quantità media in millimetri delle precipitazioni.

#### Area urbana
| BRESCIA CENTRO     | Mesi | Mesi | Mesi | Mesi | Mesi | Mesi | Mesi | Mesi | Mesi | Mesi | Mesi | Mesi | Stagioni | Stagioni | Stagioni | Stagioni | Anno |
| BRESCIA CENTRO     | Gen  | Feb  | Mar  | Apr  | Mag  | Giu  | Lug  | Ago  | Set  | Ott  | Nov  | Dic  | Inv      | Pri      | Est      | Aut      | Anno |
| ------------------ | ---- | ---- | ---- | ---- | ---- | ---- | ---- | ---- | ---- | ---- | ---- | ---- | -------- | -------- | -------- | -------- | ---- |
| T. max. media (°C) | 5,0  | 8,5  | 14,2 | 18,6 | 23,1 | 27,8 | 30,3 | 29,4 | 25,1 | 18,5 | 11,6 | 6,8  | 6,8      | 18,6     | 29,2     | 18,4     | 18,2 |
| T. min. media (°C) | −1,5 | 0,3  | 4,9  | 8,8  | 12,7 | 16,7 | 19,0 | 18,4 | 15,1 | 10,0 | 4,5  | 0,6  | −0,2     | 8,8      | 18,0     | 9,9      | 9,1  |

L'area urbana che comprende i territori di Brescia e dell'hinterland sono caratterizzati da temperature solitamente superiori di 1-2 °C in tutte le stagioni, rispetto ad aree rurali o montuose come quelle della bassa Bresciana o della zona nord della provincia. Le precipitazioni sono in linea con quelli della provincia, con 70-80 giorni e circa 850 mm di pioggia in media nell'arco annuale ed equamente distribuito lungo le quattro stagioni, con un leggero calo nel periodo invernale. Anche il fenomeno della nebbia compare talvolta, anche se in misura nettamente minore rispetto ai territori meridionali della provincia.

#### Val Camonica
| BRENO              | Mesi | Mesi | Mesi | Mesi | Mesi | Mesi | Mesi | Mesi | Mesi | Mesi | Mesi | Mesi | Stagioni | Stagioni | Stagioni | Stagioni | Anno |
| BRENO              | Gen  | Feb  | Mar  | Apr  | Mag  | Giu  | Lug  | Ago  | Set  | Ott  | Nov  | Dic  | Inv      | Pri      | Est      | Aut      | Anno |
| ------------------ | ---- | ---- | ---- | ---- | ---- | ---- | ---- | ---- | ---- | ---- | ---- | ---- | -------- | -------- | -------- | -------- | ---- |
| T. max. media (°C) | 3,8  | 7,1  | 10,4 | 14,8 | 19,1 | 23,0 | 26,4 | 25,3 | 21,9 | 15,8 | 10,3 | 5,6  | 5,5      | 14,8     | 24,9     | 16,0     | 15,3 |
| T. min. media (°C) | −5,8 | −3,4 | 0,0  | 3,9  | 8,1  | 12,1 | 14,5 | 14,1 | 10,6 | 5,7  | 0,9  | −3,5 | −4,2     | 4,0      | 13,6     | 5,7      | 4,8  |

La Val Camonica si divide climaticamente in due sezioni orizzontali; la parte meridionale, influenzata dall'azione del lago d'Iseo, che presenta un clima più simile a quello del Lago di Garda, e la parte settentrionale dal clima decisamente più rigido, grazie all'influenza dell'Adamello. Le precipitazioni in quest'area sono moderate e si concentrano nei mesi autunnali e primaverili; nel periodo invernale è frequente la caduta di neve, soprattutto nelle zone dell'alta valle.

## Storia

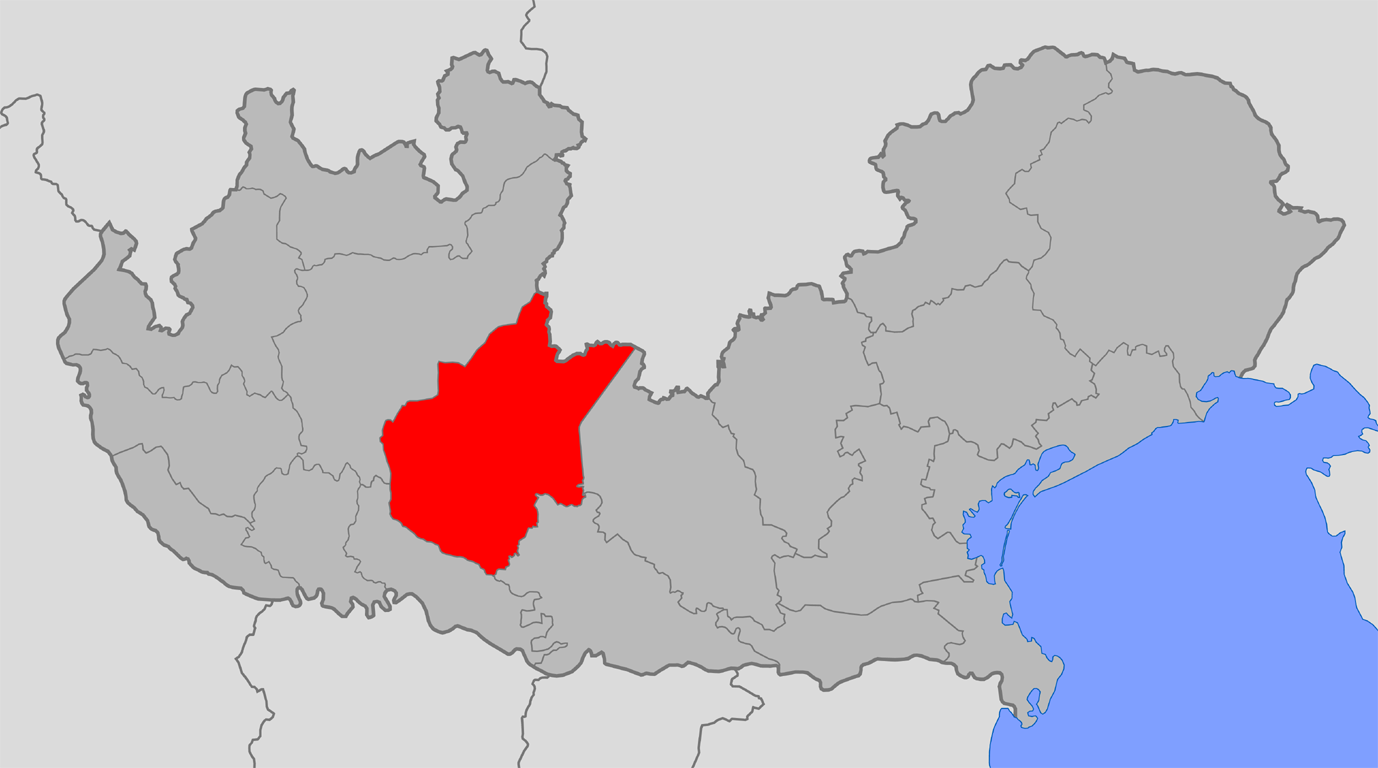
La Provincia lombarda di Brescia nel Lombardo-Veneto.

La provincia fu istituita nel 1859, quando il Regno di Sardegna definì la propria ripartizione amministrativa tramite il Regio decreto 23 ottobre 1859, n. 3702. La provincia ereditava le funzioni dell'omonimo ente territoriale del regno Lombardo-Veneto e assunse pressappoco l'attuale estensione, compresa parte della Val Camonica, comprendente anche Ostiano, Volongo e alcuni comuni dell'attuale provincia di Mantova posti sulla riva destra del Mincio (Alto Mantovano).
Con il Decreto Rattazzi fu introdotta una nuova organizzazione amministrativa, caratterizzata dalla suddivisione della provincia in cinque circondari, questi ultimi a sua volta divisi in mandamenti. Essi erano:
- circondario I di Brescia: mandamenti di Brescia (I - III), Rezzato (IV), Bagnolo Mella (V), Ospitaletto (VI), Gardone (VII), Bovegno (VIII), Iseo (IX), Lonato (X);
- circondario II di Chiari: mandamenti di Chiari (I), Adro (II), Orzinuovi (III);
- circondario III di Breno: mandamenti di Breno (I), Edolo (II);
- circondario IV di Salò: mandamenti di Salò (I), Gargnano (II), Vestone (III), Preseglie (IV);
- circondario V di Castiglione: mandamenti di Castiglione (I), Montechiaro (II), Asola (III), Volta (IV), Canneto (V);
- circondario VI di Verolanuova: mandamenti di Verolanuova (I), Leno (II).

Nel 1868 il comune di Ostiano fu aggregato alla provincia di Cremona, mentre con la ricostituzione della provincia di Mantova, il Circondario di Castiglione fu scorporato e passarono all'ente mantovano i mandamenti di Castiglione, di Asola e di Canneto, comprensivi di Acquanegra sul Chiese e Asola, che nel Medioevo fecero parte del territorio bresciano (nel caso di Asola, anche nel periodo veneto). Montechiaro e i comuni limitrofi furono aggregati al circondario di Brescia come XI mandamento. Furono aggiunti contestualmente nuovi mandamenti al circondario di Chiari (Rovato come II, facendo scalare Adro e Orzinuovi di un ordinale, rispettivamente a III e IV), Breno (II di Pisogne, con Edolo che diventava III) e Salò (Bagolino come IV, con Preseglie che diventava V).
Nel 1871 anche il comune di Volongo fu aggregato alla provincia cremonese.
Nel 1934 il comune di Turano fu staccato dalla provincia di Trento e aggregato alla provincia bresciana con il nome di Valvestino.

### Simboli
Lo stemma della provincia di Brescia è costituito dall'unione delle armi civiche dei cinque capoluoghi dei vecchi circondari che formavano la provincia: quella di Brescia al centro, quella del comune di Chiari, di Breno, di Verolanuova e di Salò; esso fu concesso con regio decreto del 10 marzo 1904.
Dal 1933 al 1943 era presente il capo del Littorio.
Il gonfalone è un drappo di bianco con lo stemma contenuto entro un rettangolo verde.
La bandiera, introdotta nel 2000, è un drappo azzurro con lo stemma della provincia al centro.

### Referendum consultivi sulla fusione di comuni
La tabella riepiloga i referendum consultivi per la fusione di comuni. In grassetto sono indicati i comuni che hanno approvato il quesito:
| Data del referendum | Comuni                    | Favorevoli  | Contrari    | Denominazione nuovo comune | Data di istituzione                  |
| ------------------- | ------------------------- | ----------- | ----------- | -------------------------- | ------------------------------------ |
| 28 ottobre 2012     | Ponte di Legno Temù       | 58% 45%     | 42% 55%     | Ponte di Legno             | proposta non accolta da Temù         |
| 20 dicembre 2015    | Bienno Prestine           | 88% 51%     | 12% 49%     | Bienno                     | 23 aprile 2016                       |
| 1º ottobre 2017     | Ponte di Legno Temù Vione | 60% 48% 39% | 40% 52% 61% | Ponte di Legno             | proposta non accolta da Temù e Vione |

## Monumenti e luoghi d'interesse

### Patrimoni dell'umanità - UNESCO

#### Incisioni rupestri della Val Camonica
- Parco nazionale delle incisioni rupestri di Naquane, Capo di Ponte
- Parco archeologico nazionale dei Massi di Cemmo, Capo di Ponte
- Parco archeologico comunale di Seradina-Bedolina, Capo di Ponte
- Museo nazionale della preistoria della Valle Camonica, Capo di Ponte
- Museo didattico di arte e vita preistorica, Capo di Ponte
- Riserva naturale Incisioni rupestri di Ceto, Cimbergo e Paspardo
- Museo archeologico nazionale della Valle Camonica, Cividate Camuno
- Parco di Interesse Sovracomunale del Lago Moro, Luine e Monticolo, Darfo Boario Terme
- Parco archeologico di Asinino-Anvòia, Ossimo
- Parco comunale archeologico-minerario di Sellero
- Percorso pluritematico del "Coren delle Fate", Sonico

#### Brescia, luogo del potere longobardo
- Monastero di Santa Giulia
- Basilica di San Salvatore
- Chiesa di Santa Giulia
- Chiesa di Santa Maria in Solario
- Coro delle monache
- Museo di Santa Giulia
- Capitolium
- Santuario repubblicano
- Teatro romano
- Domus dell'Ortaglia
- Palazzo Maggi Gambara
- Santuario di Montecastello

#### Siti palafitticoli preistorici dell'arco alpino
- Lavagnone, Desenzano del Garda/Lonato del Garda
- Polada, Lonato del Garda
- San Sivino, Gabbiano, Manerba del Garda
- Lugana Vecchia, Sirmione
- Lucone di Polpenazze

### Castelli e fortezze
- Castello di Brescia;
- Castello di Sirmione;
- Rocca di Lonato;
- Castello Bonoris (Montichiari);
- Castello di Desenzano;
- Castello di Breno;
- Rocca d'Anfo;
- Castello di Padenghe;
- Castello di Padernello (Borgo San Giacomo);
- Castello di Pozzolengo;
- Castello di Carzago;
- Castello di Drugolo (Lonato);
- Castello di Soiano del Lago;
- Castello di Moniga del Garda;
- Castello di Bornato;
- Castello di Capriolo;
- Castello Oldofredi-Martinengo (Monte Isola);
- Castello San Giorgio (Orzinuovi);
- Castello di Pontevico.[12]

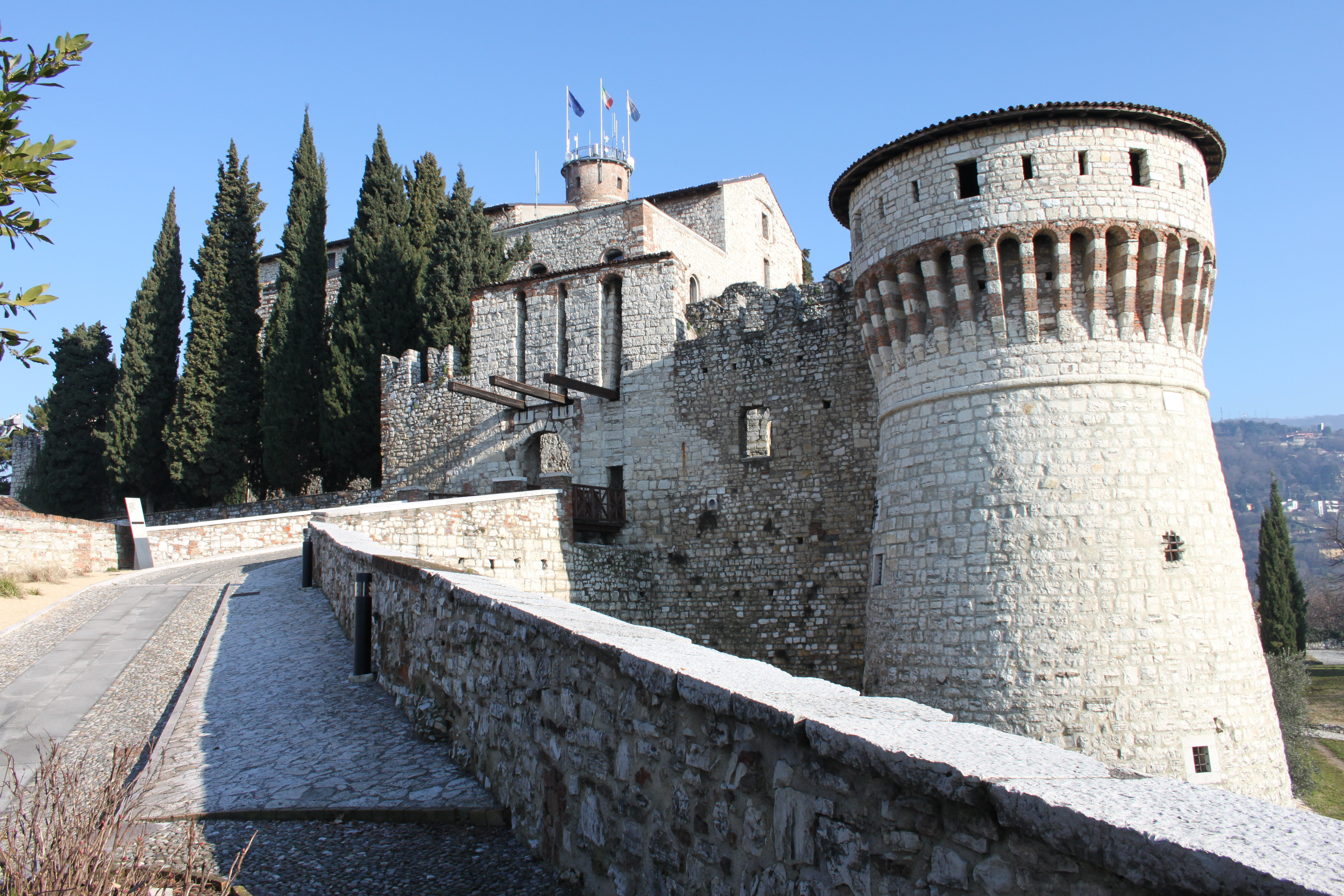
Castello di Brescia
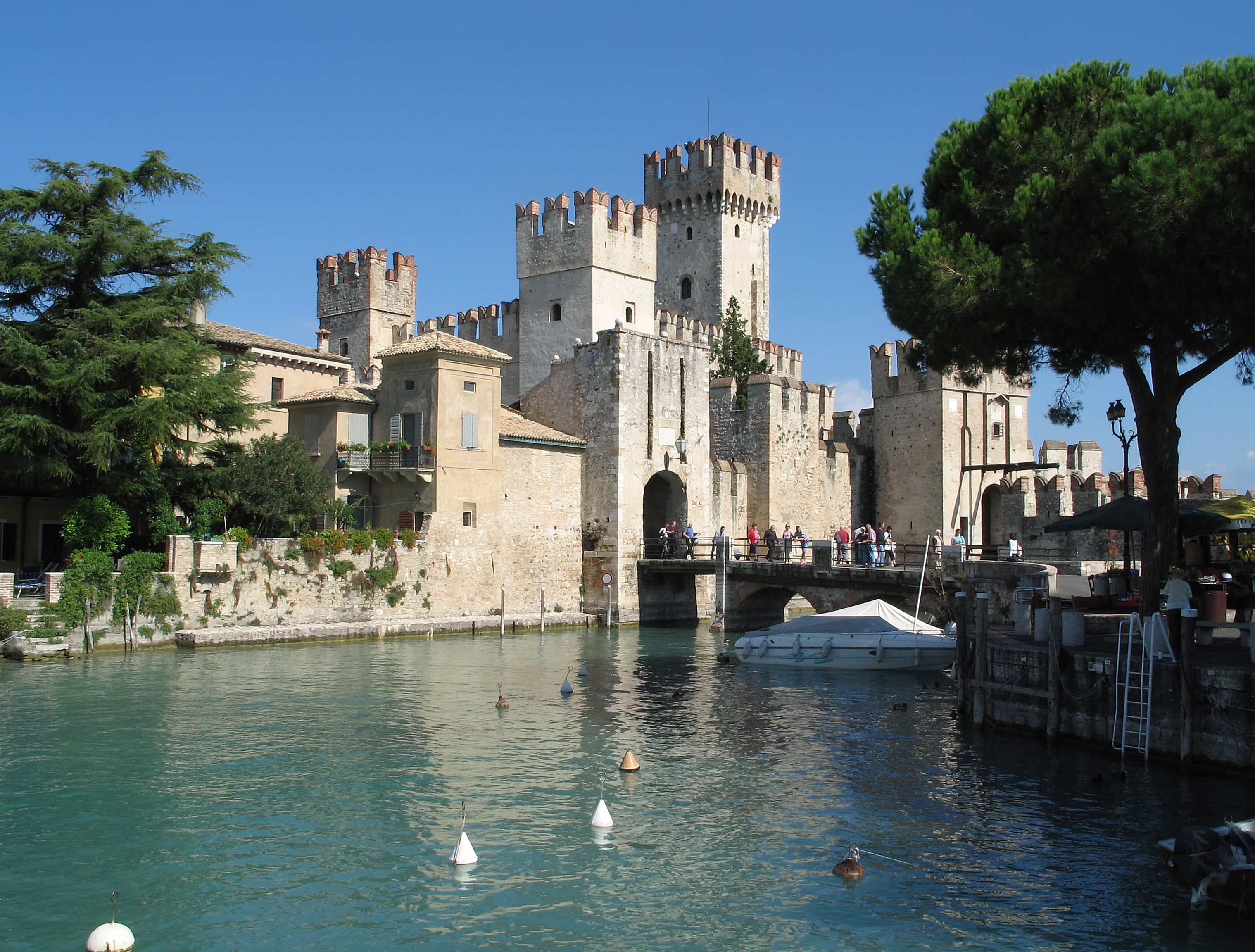
Castello di Sirmione
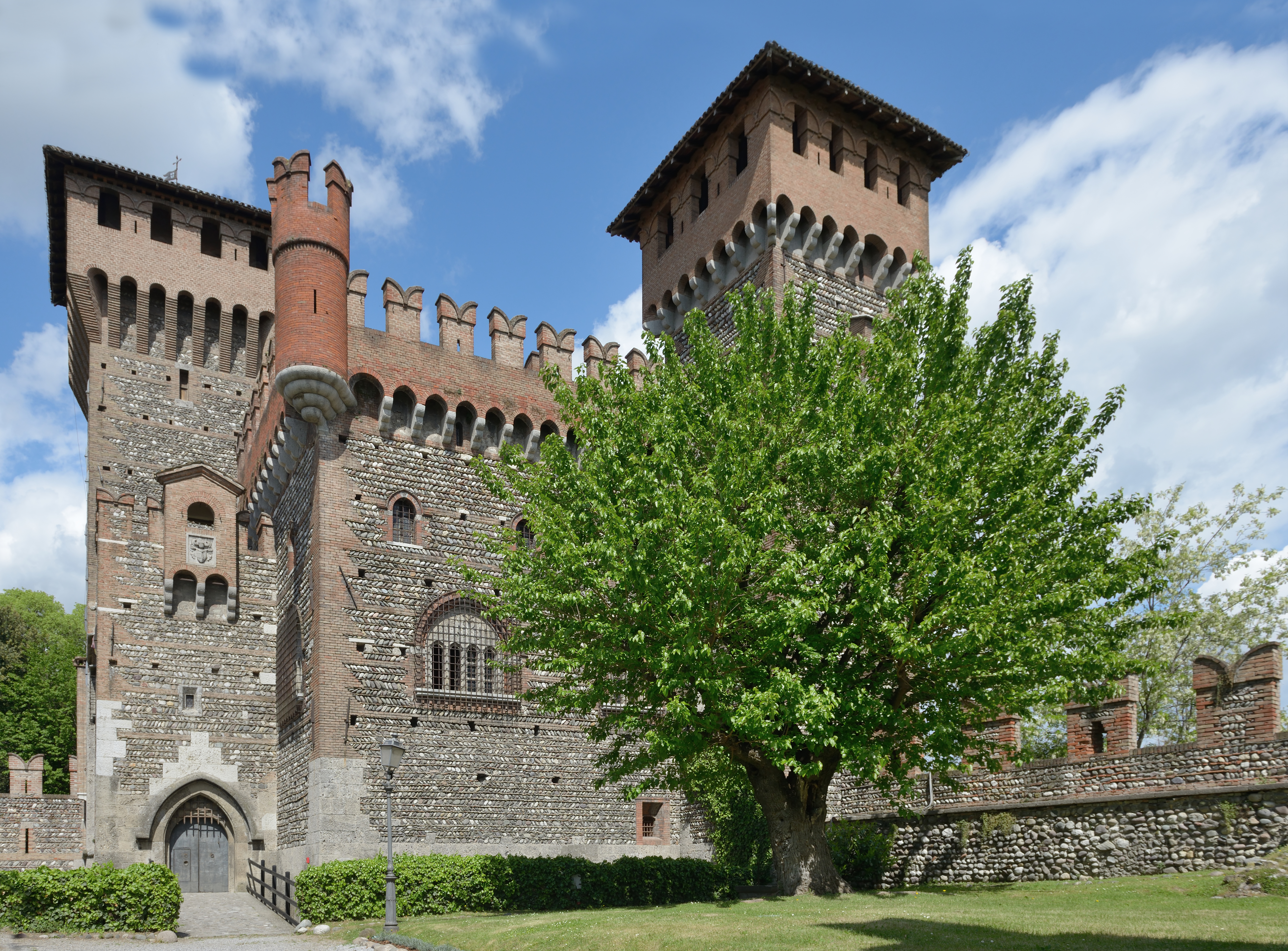
Il Castello Bonoris a Montichiari
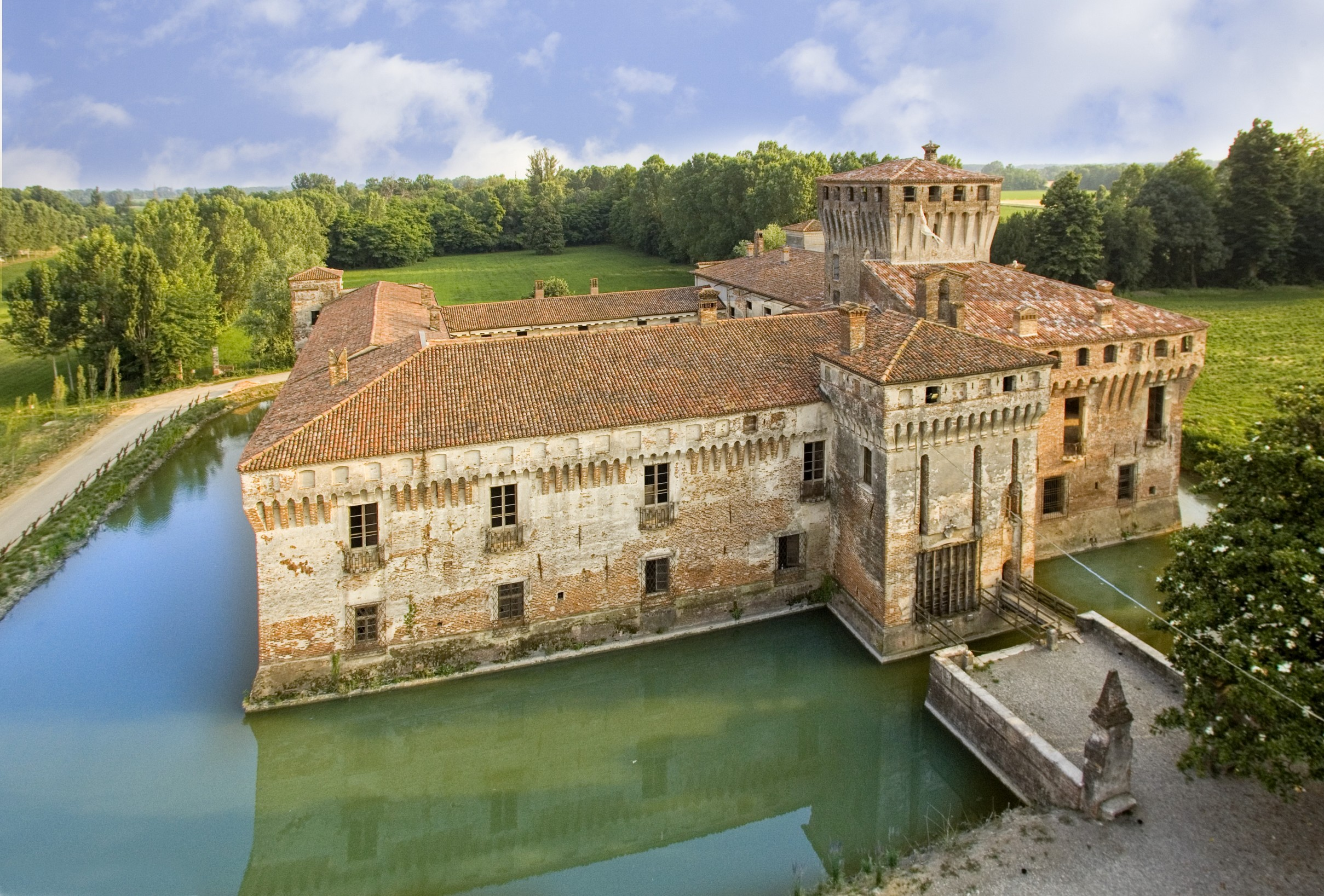
Castello di Padernello
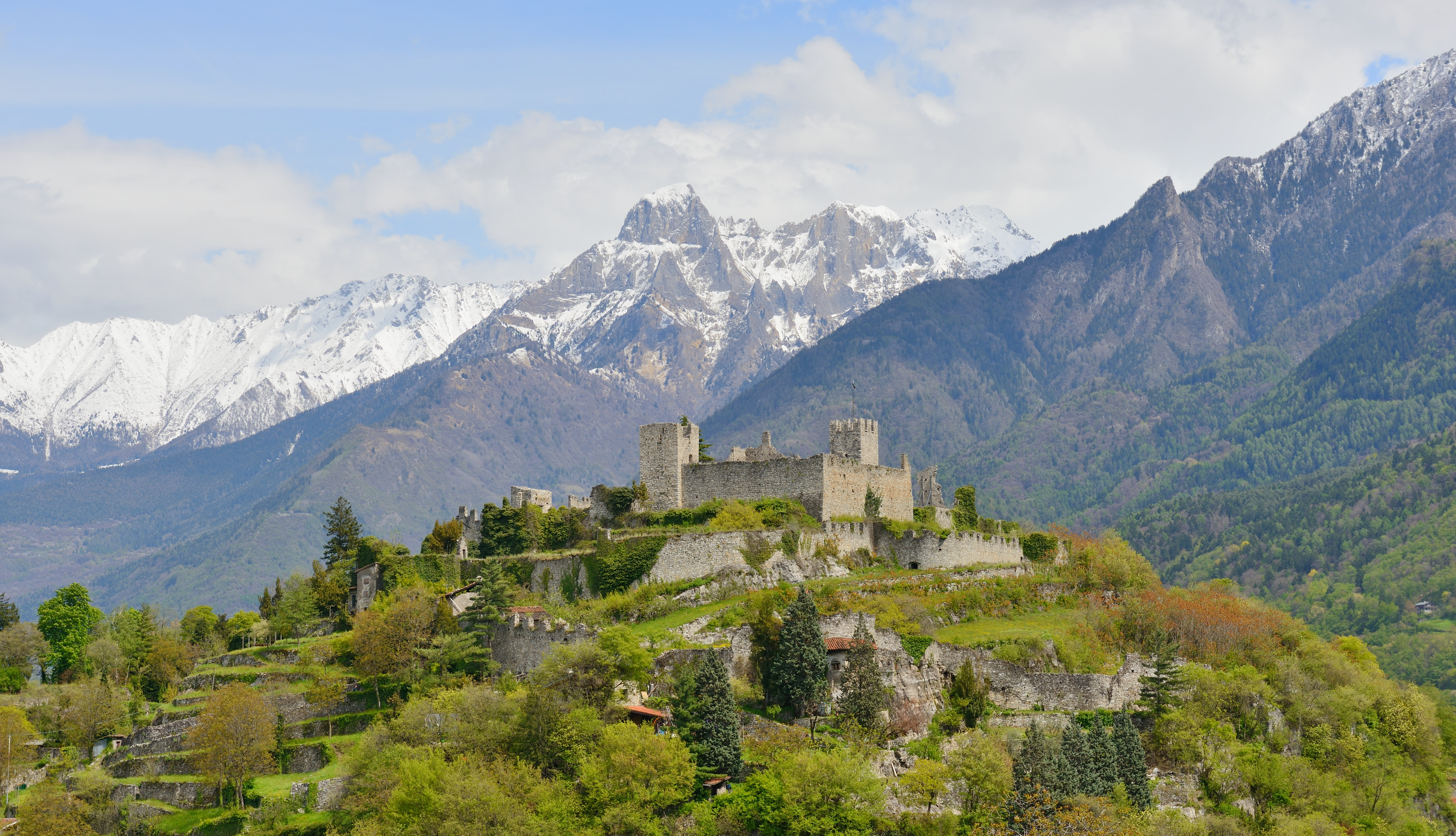
Castello di Breno
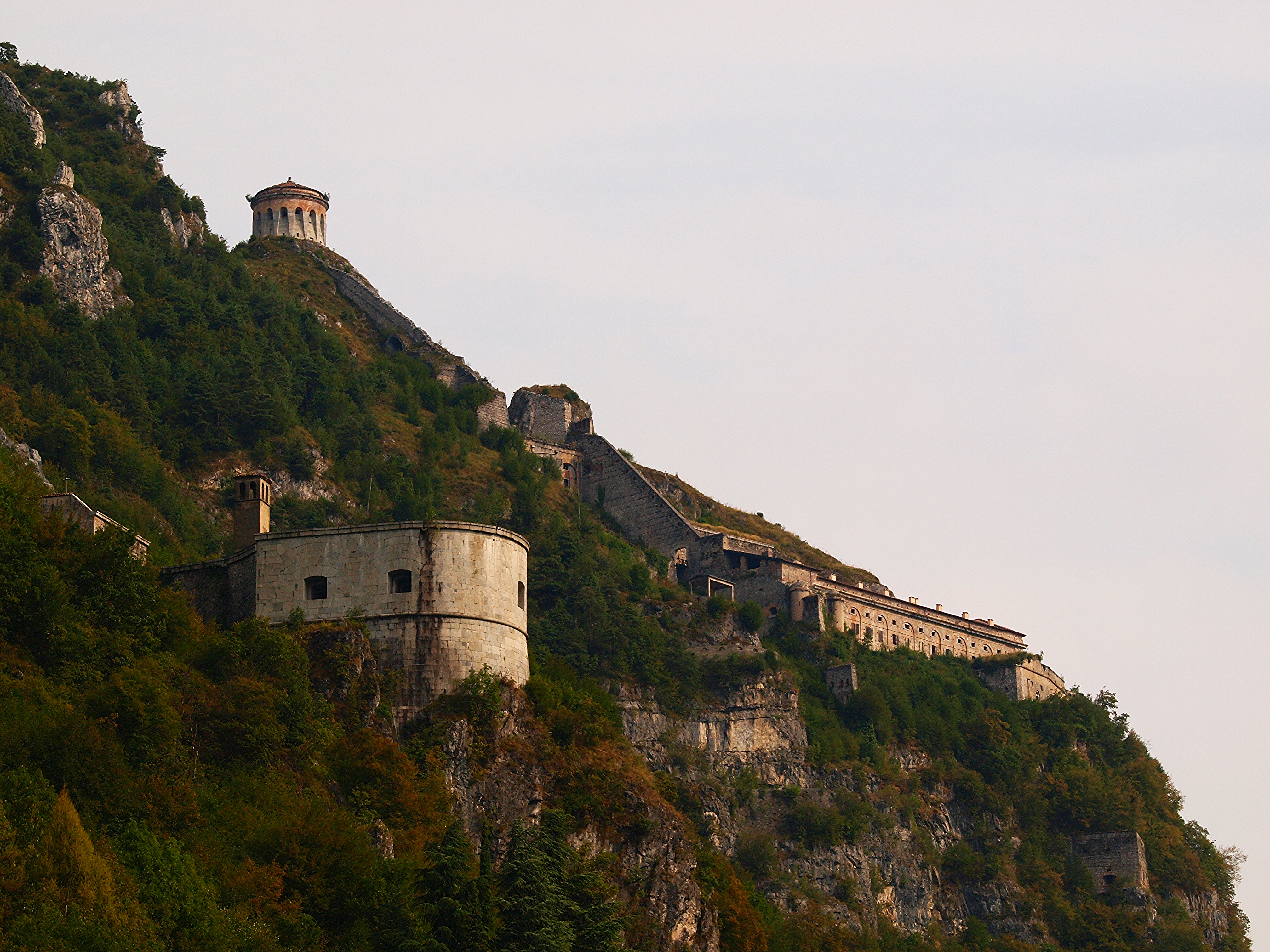
La rocca di Anfo

### Osservatori astronomici
- Osservatorio Bassano Bresciano
- Specola Cidnea, Brescia
- Osservatorio astronomico Serafino Zani, Lumezzane
- Osservatorio astronomico di Cima Rest, Magasa

### Altri luoghi d'interesse
- Brescia;
- Lago di Garda, Lago d'Iseo e Lago d'Idro;
- Parco Nazionale dello Stelvio;
- Parco regionale dell'Adamello;
- Parco regionale dell'Alto Garda Bresciano;
- Riserva naturale Torbiere del Sebino;
- Riserva naturale Piramidi di Zone;
- I borghi più belli d'Italia: Bienno, Gardone Riviera, Montisola e Tremosine;
- Grandi Giardini Italiani: Vittoriale degli Italiani, Isola del Garda, Giardino Botanico Andrè Heller, Le Vigne di Bellavista - Franciacorta;
- Monumenti Naturali: Buco del Frate, Altopiano di Cariadeghe, Baluton e Masso del Permico;
- Stazioni sciistiche di Ponte di Legno, Temù e Montecampione in Valcamonica;
- Regione vitivinicola della Franciacorta;
- Grotte di Catullo.

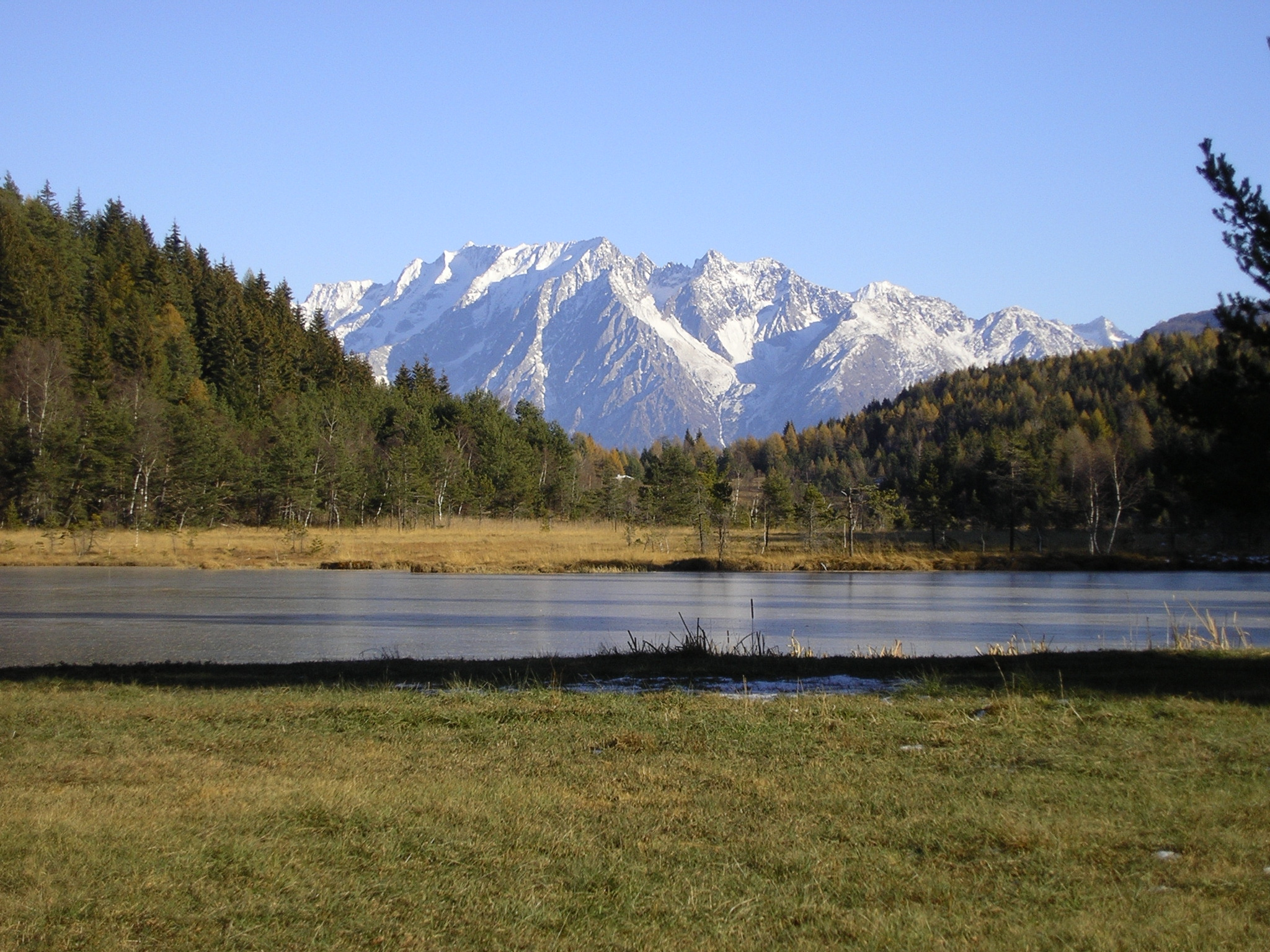
Monte Adamello
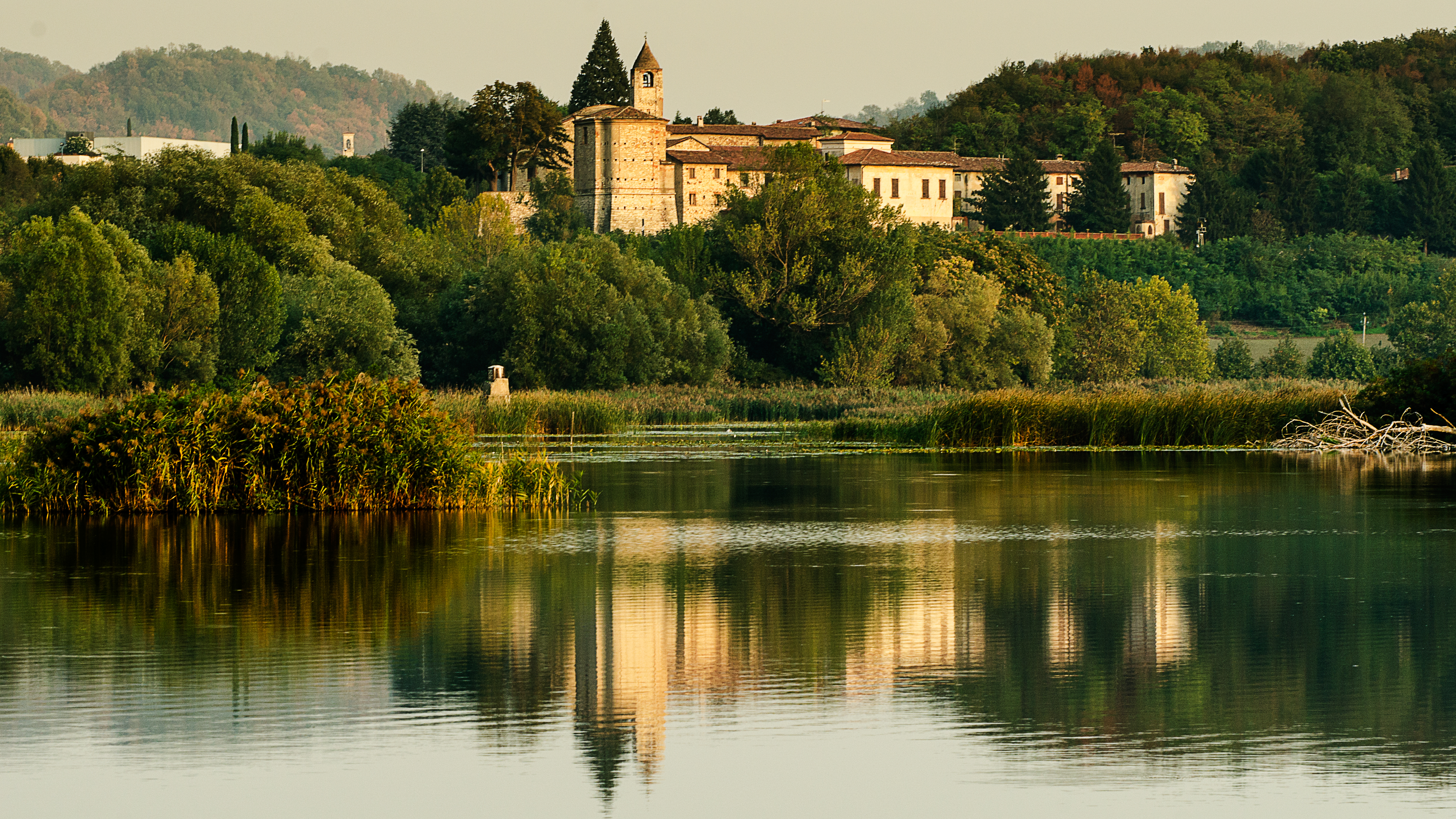
Le "Torbiere del Sebino"
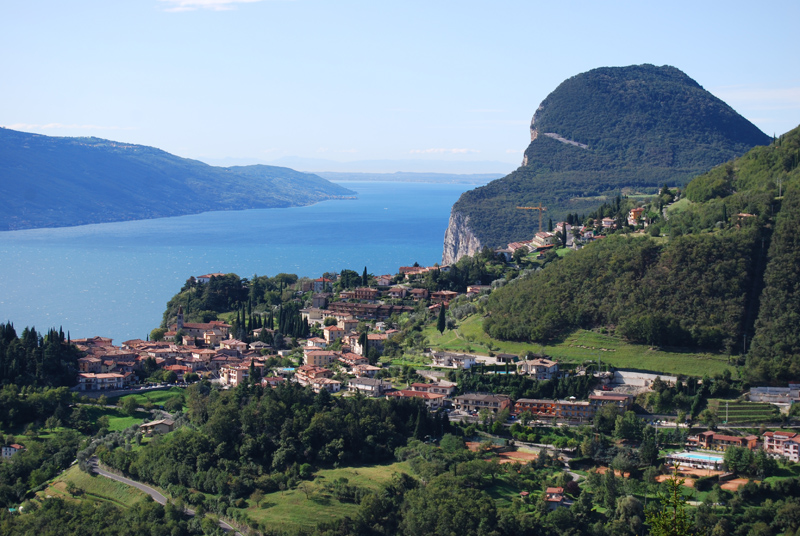
Tremosine
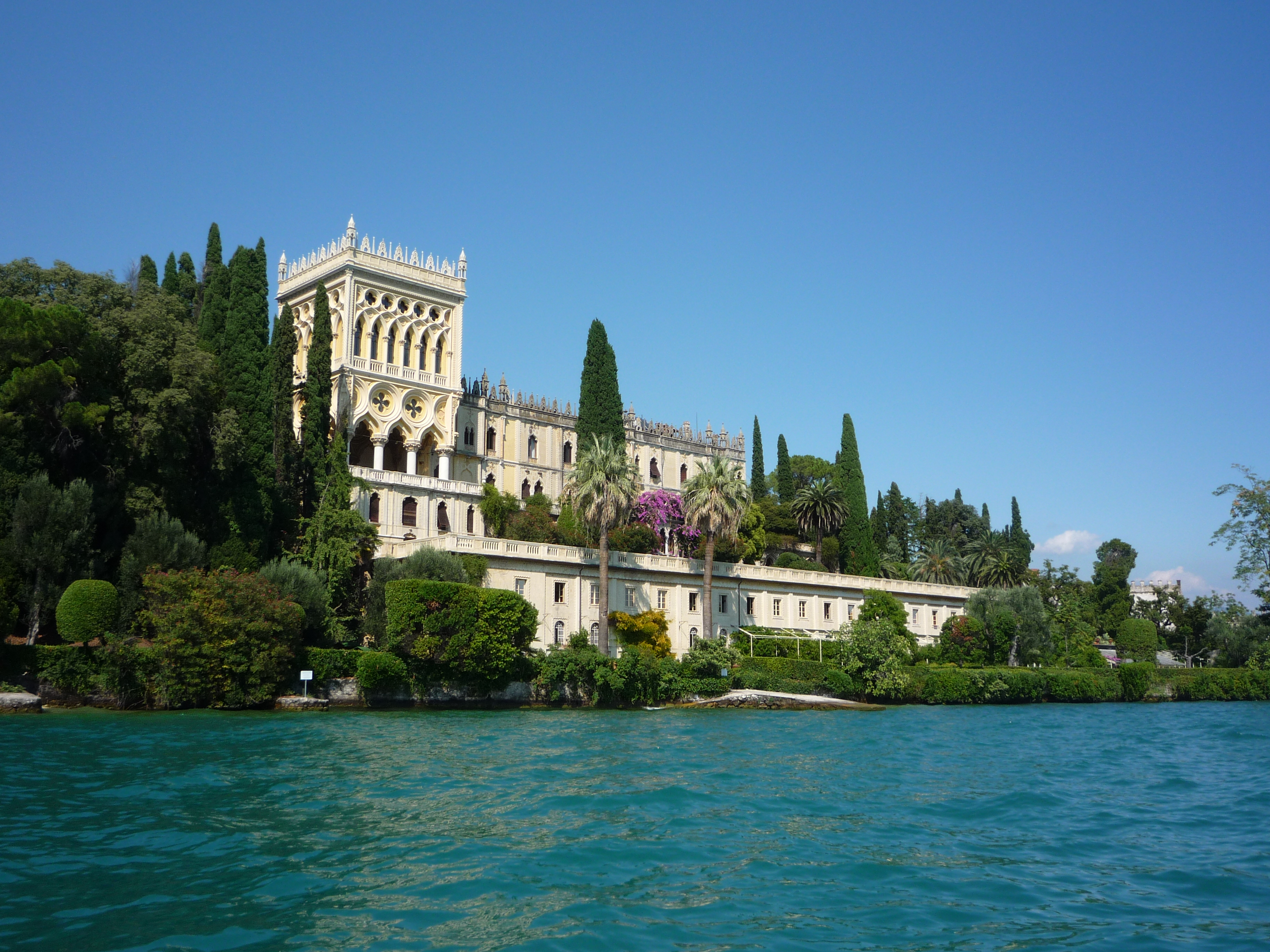
Villa Borghese-Cavazza sull'Isola del Garda
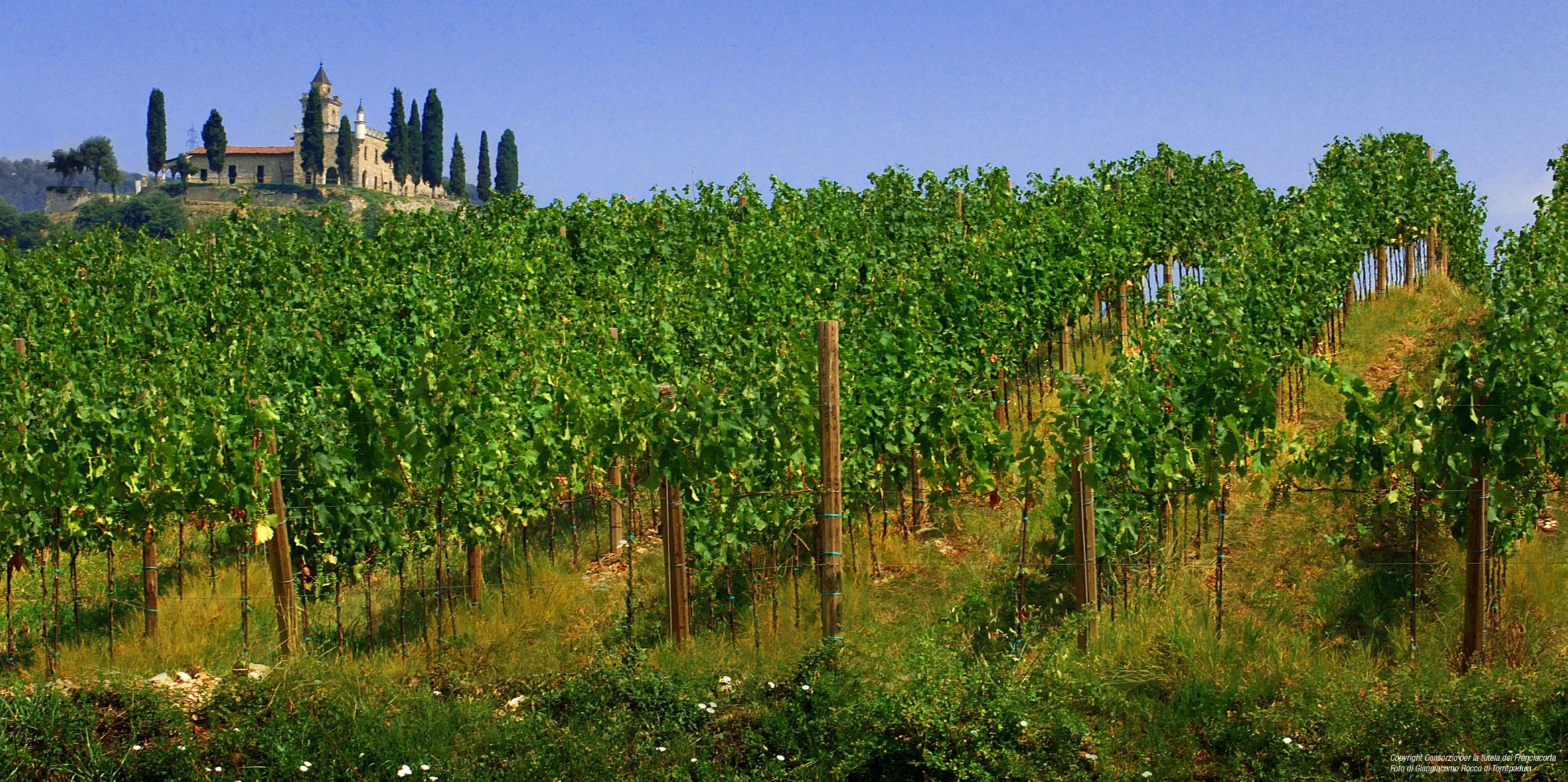
Un vigneto in Franciacorta
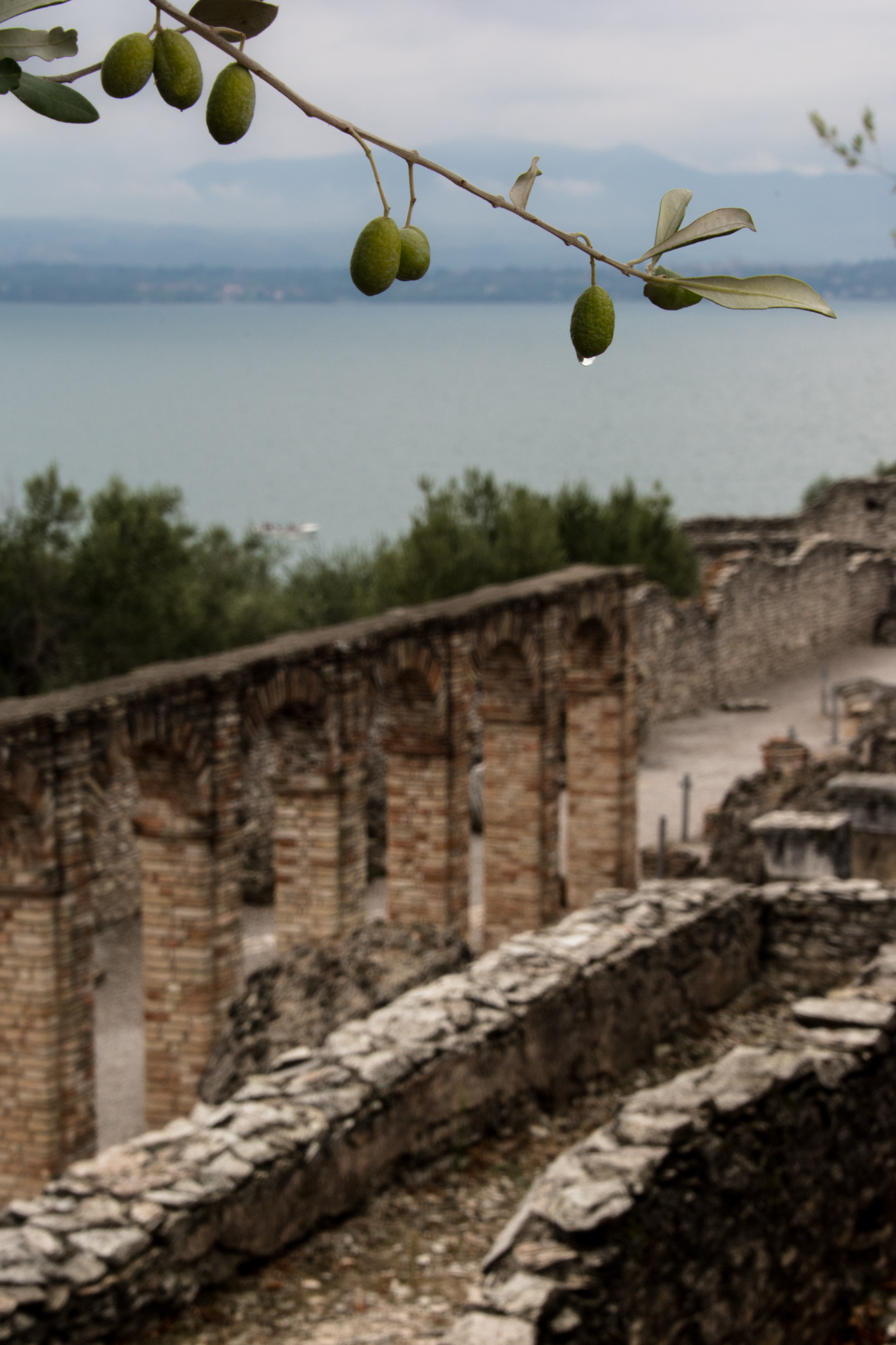
Grotte di Catullo

## Società

### Qualità della vita
| Anno | Qualità della Vita (IlSole24ORE) | Qualità della Vita (Italia Oggi) | Ecosistema Urbano (Legambiente) |
| ---- | -------------------------------- | -------------------------------- | ------------------------------- |
| 2001 | 69°                              | 29º                              | 40º                             |
| 2002 | 50º(+19)                         | 37º(-8)                          | –                               |
| 2003 | 23º(+27)                         | 54º(-17)                         | 28º                             |
| 2004 | 44º(-21)                         | 21º(+33)                         | 57º(-29)                        |
| 2005 | 20º(+24)                         | 33º(-12)                         | 24º(+33)                        |
| 2006 | 31º(-11)                         | 42º(-9)                          | 19º(+5)                         |
| 2007 | 21º(+10)                         | 39º(+3)                          | 16º(+3)                         |
| 2008 | 53º(-32)                         | 34º(+5)                          | 35º (-19)                       |
| 2009 | 54º(-1)                          | 47º (-13)                        | 48º (-13)                       |
| 2010 | 44º(+10)                         | 33º(+14)                         | 51º(-3)                         |
| 2011 | 32º(+12)                         | 29º(+4)                          | 22º(su 44 città medie)          |
| 2012 | 26º(+6)                          | 23º(+6)                          | 23º(-1)                         |
| 2013 | 53º(-27)                         | 21º(+2)                          | 24º(-1)                         |
| 2014 | 26º(+27)                         | 15º(+6)                          | 80º(su 104 città)               |
| 2015 | 28º(-2)                          | 19º(-4)                          | 79º(+1)                         |
| 2016 | 45º(-17)                         | 28º(-9)                          | 83º(-4)                         |
| 2017 | 46º(-1)                          | 27º(+1)                          | 49º(+34)                        |
| 2018 | 39°(+7)                          | 22°(+5)                          | 31°(+18)                        |
| 2019 | 12°(+27)                         | 22°(±0)                          | 33°(-2)                         |
| 2020 | 39°(-27)                         | 21°(+1)                          | 34°(-1)                         |
| 2021 | 21°(+18)                         | 21°(±0)                          | 27°(+7)                         |

## Economia
L'economia provinciale è tra le più importanti sul suolo nazionale, con un Prodotto Interno Lordo di circa 40 miliardi di euro, si divide tra industria, commercio, artigianato, servizi, agricoltura e turismo. Come gran parte dell'economia del nord Italia, il complesso bresciano è costituito soprattutto da piccole-medie imprese, con la presenza di grandi industrie, che vanno dal settore alimentare a quello metalmeccanico.

### Agricoltura

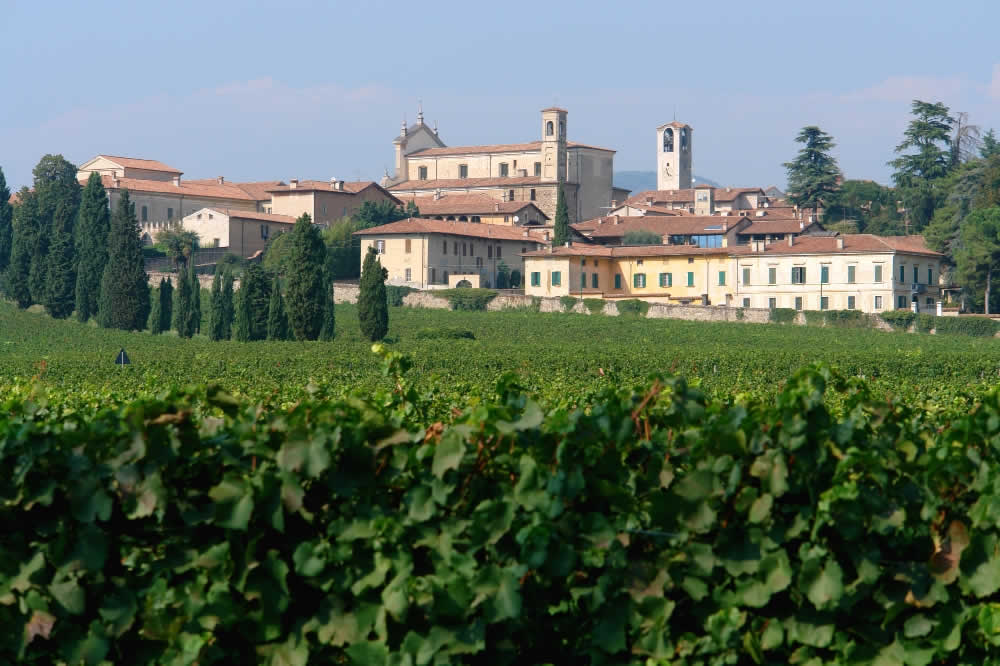
Un vigneto della Franciacorta

La viticoltura è considerata il comparto agricolo più importante del sistema agroalimentare bresciano. Il territorio comunale di Brescia rientra nella zona di produzione di diversi vini: una tipologia a denominazione di origine controllata e garantita, ovvero il Franciacorta, tre vini DOC (Botticino, Cellatica e Curtefranca) e un vino IGT (Ronchi di Brescia). Inoltre, nel centro storico della città, lungo il versante settentrionale del Colle Cidneo, si estende il vigneto urbano più grande d'Europa, chiamato Vigneto Pusterla, caratterizzato dalla coltivazione dell'Invernenga, vitigno autoctono a bacca bianca presente a Brescia fin dall'epoca romana.
Nel resto della provincia sono prodotti altri sei vini DOC e quattro tipologie IGT.
Un altro settore molto importante in provincia è quello dell'olivicoltura, in cui la zona del Garda gioca un ruolo importante, coinvolgendo un gran numero di imprese tra raccolta, lavorazione, conservazione e commercializzazione dei prodotti. Al momento sono state registrate, in sede europea, due DOP degli oli extravergini d'oliva, e sono: l'olio Garda e Laghi lombardi. Dato l'elevato grado di redditività del settore sono previsti rigidi regolamenti per la pratica di questa attività.
Proprio a Brescia sorge uno dei più stimati istituti del nord Italia: l'Istituto tecnico agrario statale Pastori che indirizza numerosi studenti all'attività agricola con il diploma di Perito agrario.

### Industria

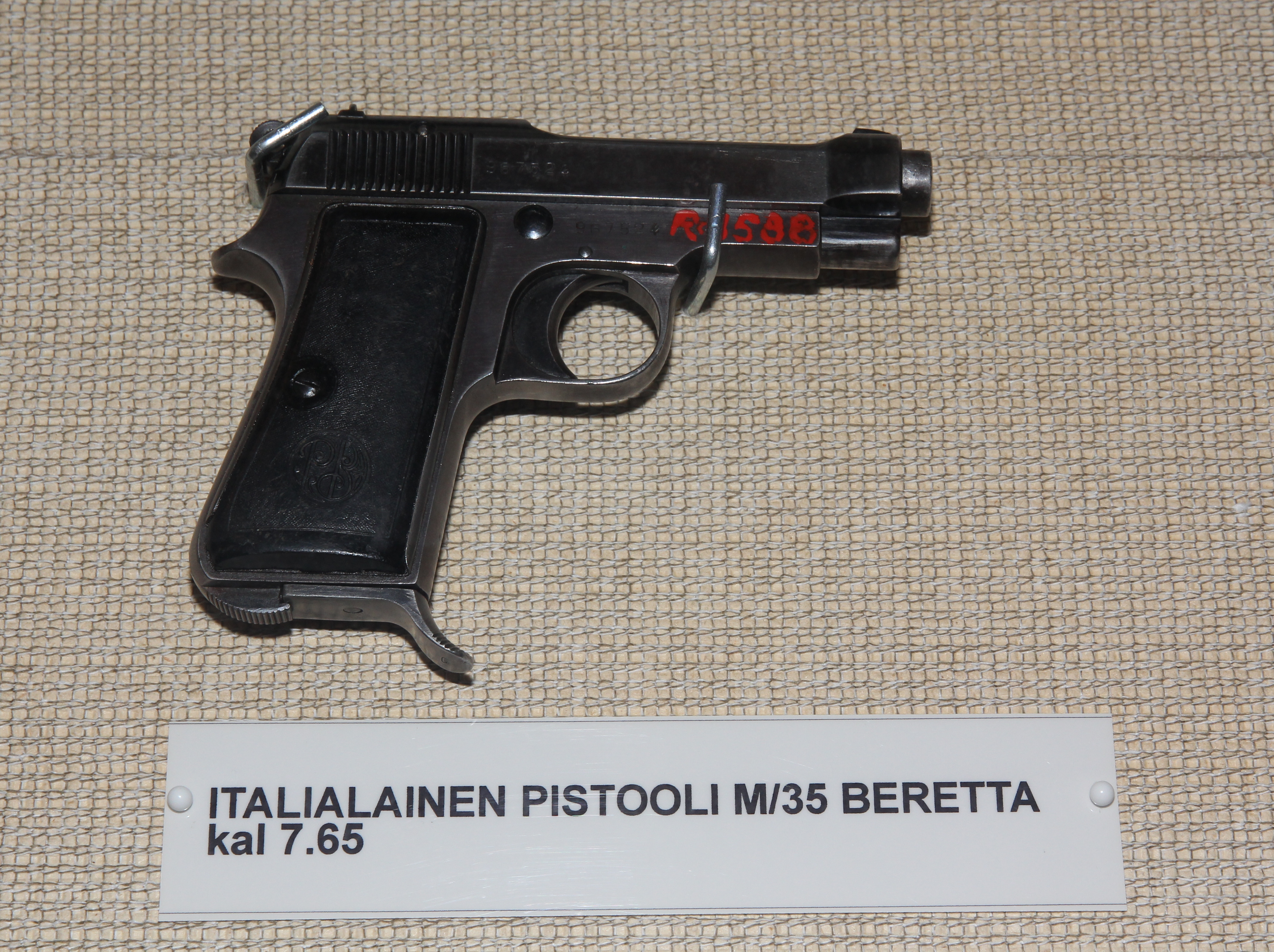
La pistola Beretta 1935 dell'omonima e storica fabbrica di armi bresciana

La Confindustria locale, l'Associazione Industriale Bresciana (AIB), è stata la prima associazione industriale fondata in Italia il 14 aprile 1897.
Secondo lo studio sulle province UE a maggiore vocazione produttiva commissionato da Fondazione Edison e Confindustria nell'anno 2016, Brescia risulta essere la prima provincia Europea per valore aggiunto dall'industria, un valore corrispondente a più di 10 miliardi di euro. A Brescia, sempre secondo questo studio, più del 30% degli occupati risulta essere concentrato nel settore industriale.
Le principali attività industriali sono quelle meccaniche, specializzate nella produzione e distribuzione di macchine utensili, centralizzate intorno alla Val Trompia.
Importante è anche la produzione di mezzi di trasporto, una su tutte l'OM, che ha sede sul territorio cittadino e produce i camion Iveco; vi si aggiunge, inoltre, la produzione di armi, tra cui ricordiamo la Beretta e la Tanfoglio di Gardone Val Trompia e la Perazzi di Botticino.
Molto importante l'industria metallurgica, che dagli anni 1970 ha visto salire alla ribalta il cosiddetto Distretto del tondino, che comprendeva i territori della bassa Val Trompia, e più precisamente quelli di Lumezzane e Sarezzo, e che è ancora attivo con numerose aziende sparse per tutta la provincia. Famosa la Redaelli, società leader nelle funi e cavi di acciaio (funivie, sollevamento, offshore, etc.) di Gardone Val Trompia. Importante il distretto di Odolo in Valle Sabbia, che fino agli anni novanta produceva il 30% del tondino nazionale.
Nella periferia cittadina, rispettivamente lungo la Tangenziale Sud e la Tangenziale Ovest, sorgono due acciaierie l'Alfa Acciai e la Ori Martin. In città hanno inoltre sede diversi gruppi industriali, tra cui possiamo ricordare il Gruppo Lucchini, la Feralpi e la Camozzi Group. La produzione di posate e di rubinetti, concentrata nella zona lumezzanese, insieme al comparto tessile, calzaturiero e d'abbigliamento, concentrati nella zona di Rezzato, costituiscono settori cruciali per l'industria bresciana, così come la produzione di materiali per l'edilizia, e laterizi, che vanno ad alimentare il settore delle costruzioni – in forte espansione, date le riqualificazioni urbanistiche in atto.
Degna di nota è la fabbrica di birra più antica d'Italia, la Wührer.

### Turismo

L'ingresso del Museo di Santa Giulia

Il settore turistico sta diventando sempre più importante, Brescia negli ultimi anni ha infatti accresciuto la propria attrattività turistica, grazie alla sua recente iscrizione nella lista dei Patrimoni dell'umanità e alla vicinanza con i laghi di Garda e d'Iseo, che distano non più di 30 km. In 10 anni il numero di visitatori è aumentato del 72%, passando da 146 171 nel 2005 a 251 232 nel 2015.
Tra le principali attrazioni di Brescia possiamo ricordare: il museo di Santa Giulia e le mostre ed iniziative da esso proposte, la zona archeologica del foro romano con il Capitolium e il castello di Brescia, oltre che la rinnovata pinacoteca Tosio Martinengo. Altri punti di interesse artistico-culturale della città sono le quattro piazze principali di Brescia – piazza Paolo VI di epoca medievale, con il duomo vecchio e il duomo nuovo, la rinascimentale piazza della Loggia, la piazza del Mercato e la razionalista piazza della Vittoria, inaugurata da Benito Mussolini e sormontata dal Torrione INA, considerato il primo grattacielo d'Europa costruito in cemento armato – collegate tra loro da portici, gallerie coperte e passaggi pedonali. Durante l'anno si svolgono diverse manifestazioni organizzate dalle varie associazioni del territorio (come, ad esempio, la Mille Miglia), che richiamano visitatori da fuori città.
Oltre al turismo rivolto alla città di Brescia, insieme a Bergamo Capitale italiana della cultura 2023, è presente un forte turismo montano, in particolare nella Valcamonica, e lacustre, principalmente rivolto ai laghi di Garda e Iseo.

## Infrastrutture e trasporti

### Trasporto su strada
La provincia è attraversata da ovest a est dall'autostrada A4 che interseca nei pressi del capoluogo l'autostrada A21 proveniente da sud. Per via della geografia locale, le strade si allontanano dal capoluogo verso la periferia (laghi, valli, pianura) tramite una struttura a raggiera che converge sul capoluogo. L'asse viario portante è la ex strada statale 11 Padana Superiore che attraversa la provincia da Chiari a Sirmione passando per Brescia. Dalla ex SS 11 si staccano la ex strada statale 510 Sebina Orientale che rappresenta la porta d'accesso per il lago d'Iseo e Valcamonica, e la strada statale 45 bis Gardesana Occidentale che collega il capoluogo bresciano a Cremona e a Trento. La ex strada statale 236 Goitese permette il collegamento della città con Mantova, mentre la Val Sabbia e la Val Trompia possono essere raggiunte percorrendo rispettivamente la ex strada statale 237 del Caffaro e la ex strada statale 345 delle Tre Valli. Dal 2014 esiste la A35-BreBeMi che serve la zona sud-ovest della provincia (la bassa bresciana occidentale).
La provincia di Brescia possiede inoltre una rete ciclopedonale di circa 300 km.

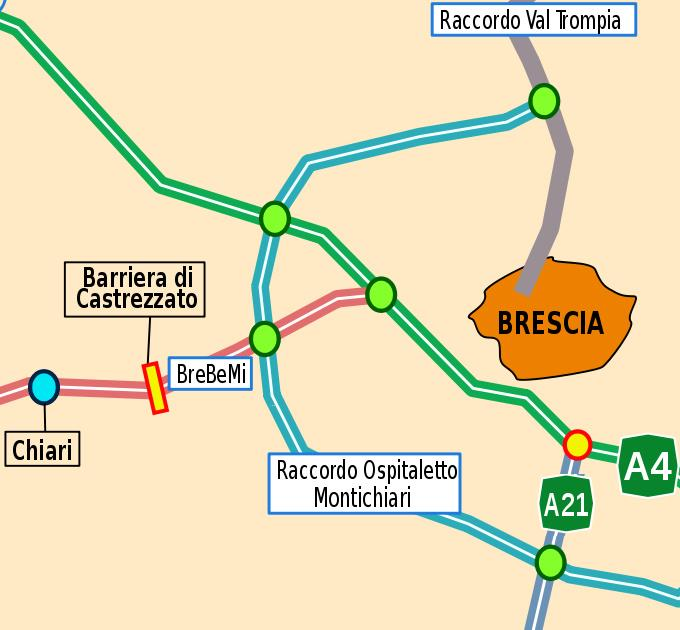
Mappa del sistema viario suburbano e extraurbano di Brescia.

Autostrade:
- Torino - Trieste
- Torino - Brescia
- Brescia - Milano
- Raccordo autostradale Ospitaletto-Montichiari

Strade statali:
- dell'Aprica
- del Tonale e della Mendola
- Gardesana Occidentale

#### Strade provinciali
L'attuale patrimonio stradale della provincia, comprese le strade ex statali in applicazione del decreto legislativo n. 112 del 1998, conta un totale di 130 strade.

### Trasporto su rotaia

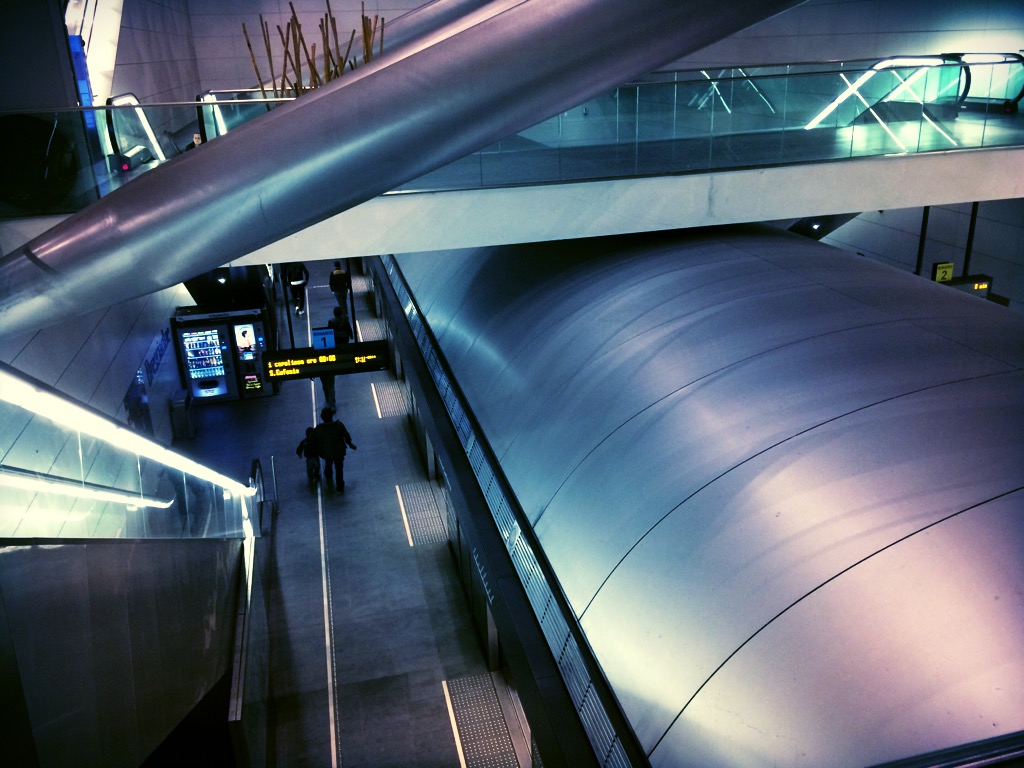
Stazione della Metropolitana di Brescia

Il principale nodo ferroviario è la stazione di Brescia, posta sulla direttrice Milano-Venezia, da cui dipartono anche le tratte verso Cremona, verso Parma e verso Lecco. Dalla stazione si diparte anche la ferrovia Brescia-Iseo-Edolo che serve la zona del Sebino e della Valcamonica.
Dal 2013 è attiva nel capoluogo una linea di metropolitana leggera.
In passato, in provincia erano attive una rete tranviaria urbana ed una extraurbana dismesse negli anni quaranta e cinquanta del XX secolo.

### Trasporto pubblico su gomma
In ottemperanza alla Legge Regionale n. 22 del 29 ottobre 1998 sulla riforma del Trasporto Pubblico Locale, l'amministrazione provinciale ha provveduto a suddividere la Provincia in quattro sottoreti, o comparti, di trasporti pubblici automobilistici:
- sottorete urbana: comprendente il capoluogo e 14 comuni dell'Hinterland;
- sottorete "Val Trompia, Garda e Valle Sabbia";
- sottorete "Bassa Pianura Bresciana e Franciacorta";
- sottorete "Sebino e Val Camonica.

Le prime tre sottoreti sono state attribuite dagli enti locali (comune di Brescia, per la prima sottorete, e amministrazione provinciale per le altre due) tramite gara d'appalto. In particolare:
- un'Associazione Temporanea d'Imprese fra Brescia Trasporti S.p.A. e SIA Società Italiana Autoservizi S.p.A. gestisce il servizio della rete dell'hinterland cittadino dal 4 luglio 2005;
- il Consorzio Brescia Nord, composto da SIA Autoservizi, mandataria della società consortile, SAIA Trasporti S.p.A., Brescia Trasporti e ATV gestisce il servizio nella sottorete "Val Trompia, Garda e Val Sabbia" dal 1º gennaio 2005;
- il Consorzio Brescia Sud, formato da SAIA Trasporti, mandataria della società consortile, SIA Società Italiana Autoservizi S.p.A. e APAM, esercisce il servizio nel comparto Bassa Bresciana e Franciacorta dal 1º gennaio 2005.

La quarta sottorete attualmente non è stata ancora attribuita, in quanto è stato sospeso il bando di assegnazione. Il servizio automobilistico della zona viene attualmente esercitato dalla Ferrovie Nord Milano Autoservizi in regime provvisorio di proroga della concessione precedente.

### Trasporto aereo

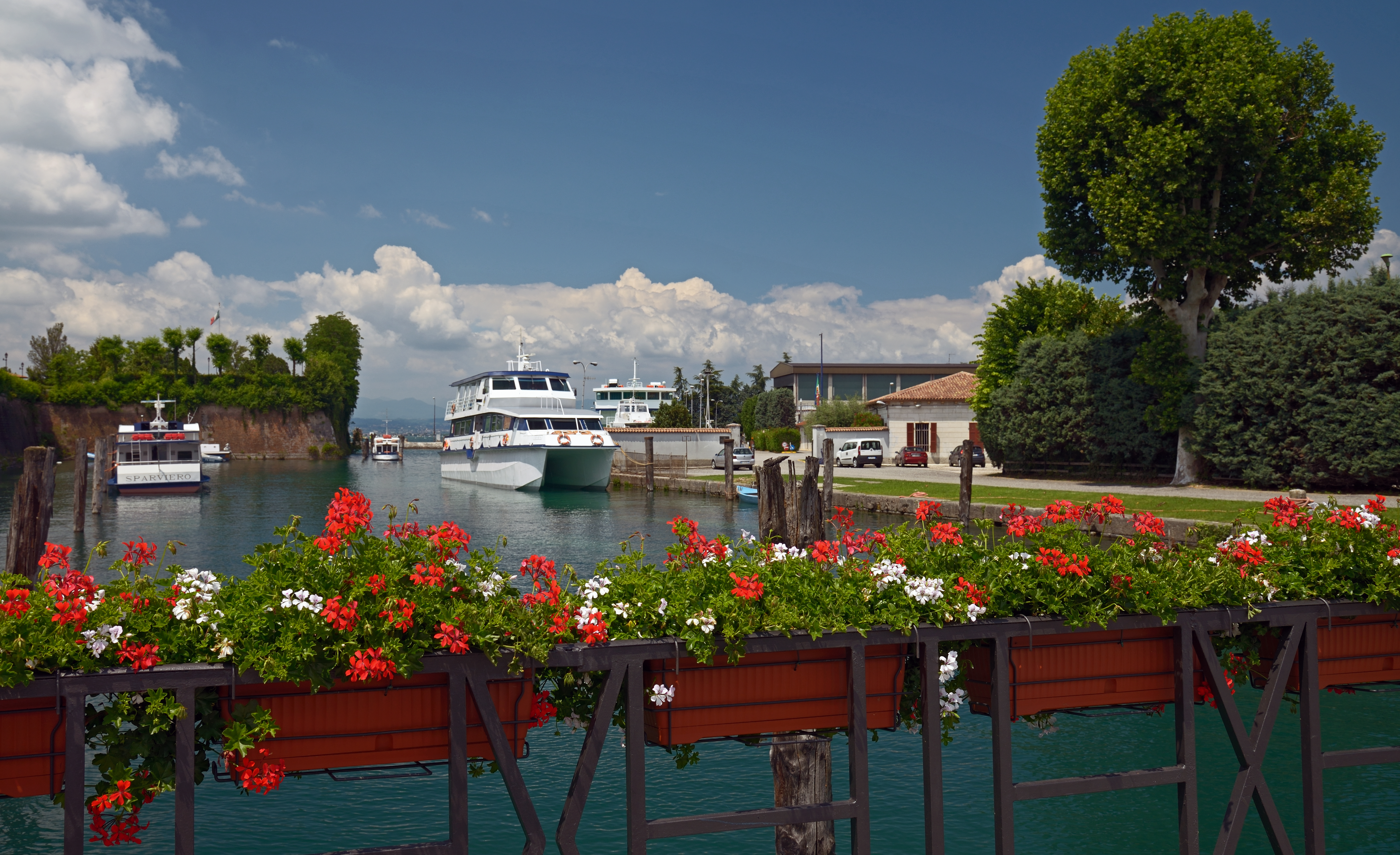
Traghetto sulle acque del Lago di Garda

In provincia si trova l'aeroporto di Brescia-Montichiari, sebbene utilizzato principalmente per voli postali e cargo, accoglie altresì voli per passeggeri.
- Voli internazionali: stagionali per l'Ucraina (Aeroporto di Leopoli) della compagnia aerea Windrose[72][73][74].

### Trasporto lacustre
Sul lago di Garda e sul lago d'Iseo è attivo un sistema di trasporti lacustre che si avvale di traghetti, aliscafi e catamarani.

## Ecologia

### Raccolta differenziata
Dati sulla percentuale di raccolta differenziata:
|                      | 2000 | 2001 | 2002 | 2003 | 2004 | 2005 | 2006 | 2007 | 2008 | 2009 | 2010 | 2011 | 2012 | 2013 | 2014 | 2015 | 2016 | 2017 | 2018 | 2019 | 2020 | 2021 | 2022 |
| Provincia di Brescia | 25%  | 27%  | 31%  | 33%  | 32%  | 33%  | 34%  | 36%  | 40%  | 41%  | 43%  | 45%  | 47%  | 50%  | 54%  | 58%  | 62%  | 74%  | 76%  | 77%  | 78%  | 77%  | 77%  |

## Amministrazione
Il Presidente della Provincia in carica è Emanuele Moraschini, Sindaco di Esine

## Comuni

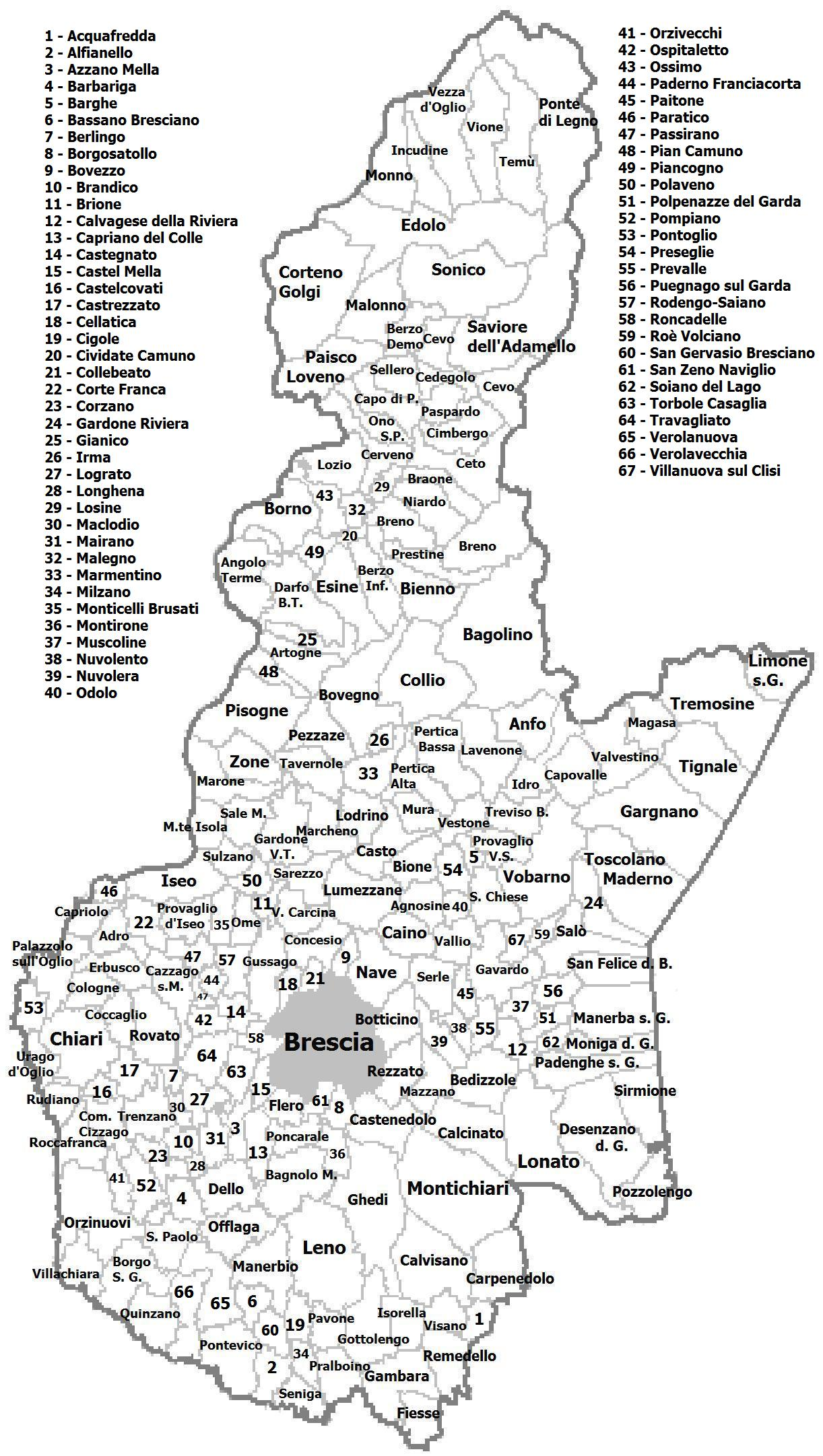
Divisione amministrativa della provincia al 2011

Appartengono alla provincia di Brescia i seguenti 205 comuni:
- Acquafredda
- Adro
- Agnosine
- Alfianello
- Anfo
- Angolo Terme
- Artogne
- Azzano Mella
- Bagnolo Mella
- Bagolino
- Barbariga
- Barghe
- Bassano Bresciano
- Bedizzole
- Berlingo
- Berzo Demo
- Berzo Inferiore
- Bienno
- Bione
- Borgo San Giacomo
- Borgosatollo
- Borno
- Botticino
- Bovegno
- Bovezzo
- Brandico
- Braone
- Breno
- Brescia
- Brione
- Caino
- Calcinato
- Calvagese della Riviera
- Calvisano
- Capo di Ponte
- Capovalle
- Capriano del Colle
- Capriolo
- Carpenedolo
- Castegnato
- Castel Mella
- Castelcovati
- Castenedolo
- Casto
- Castrezzato
- Cazzago San Martino
- Cedegolo
- Cellatica
- Cerveno
- Ceto
- Cevo
- Chiari
- Cigole
- Cimbergo
- Cividate Camuno
- Coccaglio
- Collebeato
- Collio
- Cologne
- Comezzano-Cizzago
- Concesio
- Corte Franca
- Corteno Golgi
- Corzano
- Darfo Boario Terme
- Dello
- Desenzano del Garda
- Edolo
- Erbusco
- Esine
- Fiesse
- Flero
- Gambara
- Gardone Riviera
- Gardone Val Trompia
- Gargnano
- Gavardo
- Ghedi
- Gianico
- Gottolengo
- Gussago
- Idro
- Incudine
- Irma
- Iseo
- Isorella
- Lavenone
- Leno
- Limone sul Garda
- Lodrino
- Lograto
- Lonato del Garda
- Longhena
- Losine
- Lozio
- Lumezzane
- Maclodio
- Magasa
- Mairano
- Malegno
- Malonno
- Manerba del Garda
- Manerbio
- Marcheno
- Marmentino
- Marone
- Mazzano
- Milzano
- Moniga del Garda
- Monno
- Monte Isola
- Monticelli Brusati
- Montichiari
- Montirone
- Mura
- Muscoline
- Nave
- Niardo
- Nuvolento
- Nuvolera
- Odolo
- Offlaga
- Ome
- Ono San Pietro
- Orzinuovi
- Orzivecchi
- Ospitaletto
- Ossimo
- Padenghe sul Garda
- Paderno Franciacorta
- Paisco Loveno
- Paitone
- Palazzolo sull'Oglio
- Paratico
- Paspardo
- Passirano
- Pavone del Mella
- Pertica Alta
- Pertica Bassa
- Pezzaze
- Pian Camuno
- Piancogno
- Pisogne
- Polaveno
- Polpenazze del Garda
- Pompiano
- Poncarale
- Ponte di Legno
- Pontevico
- Pontoglio
- Pozzolengo
- Pralboino
- Preseglie
- Prevalle
- Provaglio Val Sabbia
- Provaglio d'Iseo
- Puegnago del Garda
- Quinzano d'Oglio
- Remedello
- Rezzato
- Roccafranca
- Rodengo-Saiano
- Roncadelle
- Rovato
- Roè Volciano
- Rudiano
- Sabbio Chiese
- Sale Marasino
- Salò
- San Felice del Benaco
- San Gervasio Bresciano
- San Paolo
- San Zeno Naviglio
- Sarezzo
- Saviore dell'Adamello
- Sellero
- Seniga
- Serle
- Sirmione
- Soiano del Lago
- Sonico
- Sulzano
- Tavernole sul Mella
- Temù
- Tignale
- Torbole Casaglia
- Toscolano Maderno
- Travagliato
- Tremosine sul Garda
- Trenzano
- Treviso Bresciano
- Urago d'Oglio
- Vallio Terme
- Valvestino
- Verolanuova
- Verolavecchia
- Vestone
- Vezza d'Oglio
- Villa Carcina
- Villachiara
- Villanuova sul Clisi
- Vione
- Visano
- Vobarno
- Zone

### Comuni più popolosi

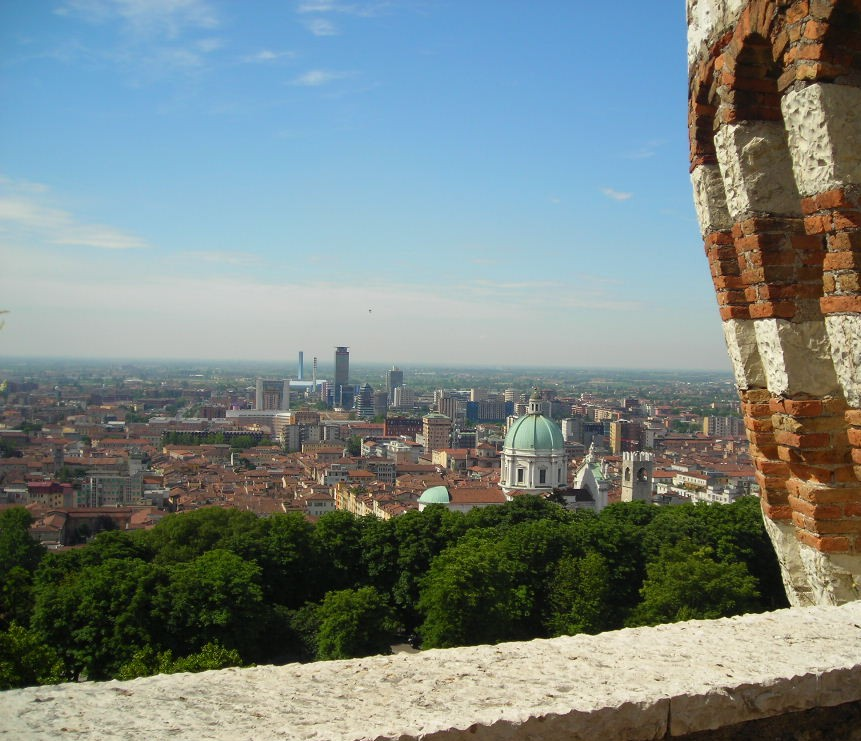
Brescia

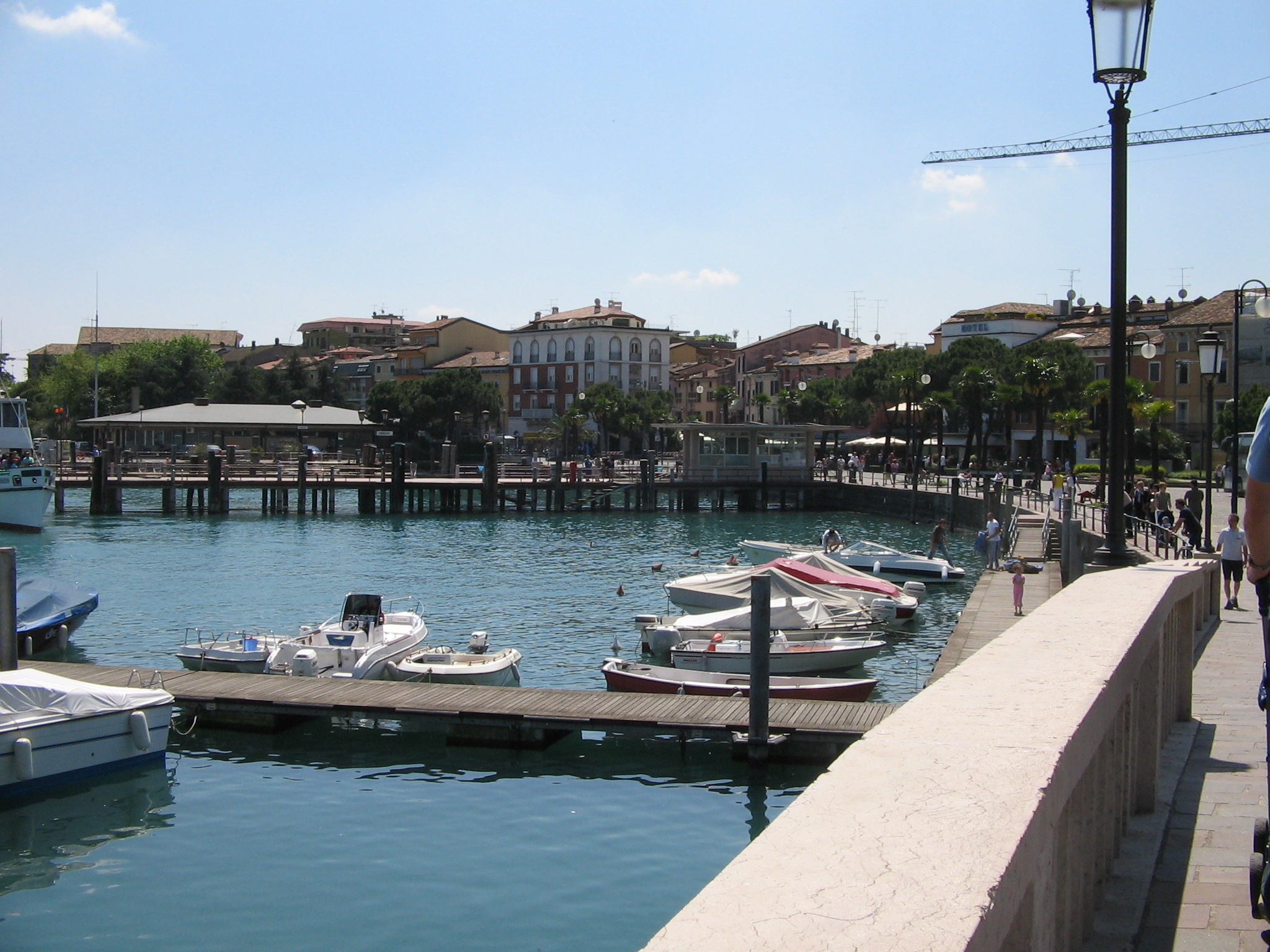
Desenzano del Garda

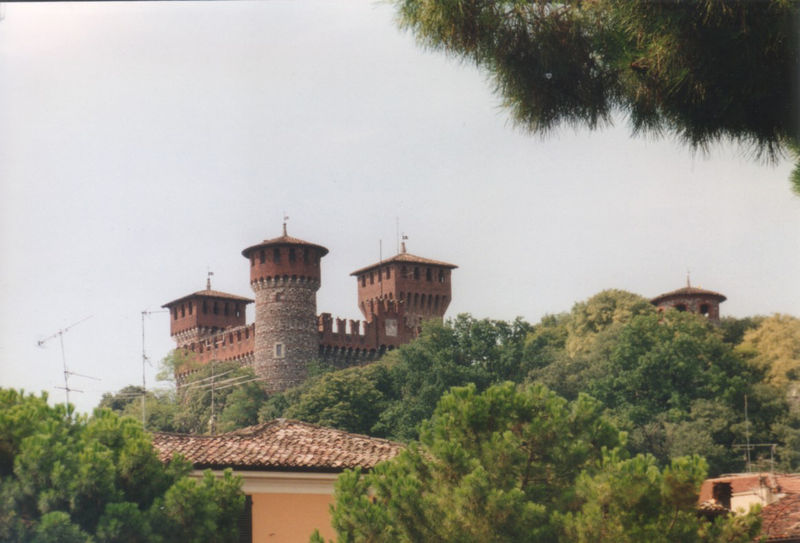
Montichiari

Gonfalone provinciale

Di seguito è riportata la lista dei dieci comuni maggiormente popolati della provincia, ordinati per numero di abitanti (dati: Istat 31/5/2025):
| Pos. | Stemma | Comune di            | Popolazione (ab.) | Superficie (km²) | Densità (ab./km²) | Altitudine (m s.l.m.) |
| ---- | ------ | -------------------- | ----------------- | ---------------- | ----------------- | --------------------- |
| 1º   |        | Brescia              | 200 593           | 90,68            | 2 157,41          | 149                   |
| 2º   |        | Desenzano del Garda  | 29 309            | 59,26            | 494,25            | 67                    |
| 3º   |        | Montichiari          | 26 450            | 81,19            | 317,25            | 108                   |
| 4º   |        | Lumezzane            | 21 620            | 31,72            | 677,46            | 460                   |
| 5º   |        | Palazzolo sull'Oglio | 20 447            | 23,04            | 865,76            | 166                   |
| 6º   |        | Chiari               | 19 642            | 37,96            | 504,58            | 145                   |
| 7º   |        | Rovato               | 19 638            | 26,09            | 722,61            | 192                   |
| 8º   |        | Ghedi                | 18 523            | 60,84            | 302,04            | 85                    |
| 9º   |        | Lonato del Garda     | 17 140            | 68,2             | 243,3             | 188                   |
| 10º  |        | Gussago              | 16 677            | 25,09            | 651,85            | 190                   |

Il comune meno popoloso è Magasa, con solo 101 abitanti.

### Comuni alle estremità geografiche
| Stemma | Comune           | Latitudine e longitudine | Estremità geografica |
| ------ | ---------------- | ------------------------ | -------------------- |
|        | Ponte di Legno   | 46°15′34″N 10°30′34″E    | Nord                 |
|        | Fiesse           | 45°13′56″N 10°19′30″E    | Sud                  |
|        | Limone sul Garda | 45°49′00″N 10°47′00″E    | Est                  |
|        | Pontoglio        | 45°34′00″N 9°51′00″E     | Ovest                |

## Sport

Fotografia storica del Brescia Calcio

La provincia di Brescia è attiva in diversi sport.
- Atletica leggera: la provincia di Brescia è una delle provincie italiane più attive nella diffusione della regina degli sport. L'Atletica Brescia 1950 Ispa Group è una delle più importanti società italiane di atletica femminile, nel 1988 la società viene premiata con la “Stella d’argento al merito sportivo”, ambito e importante riconoscimento del C.O.N.I., nel 2019 ha vinto lo scudetto nazionale ai Campionati Italiani di Società Assoluto su pista femminile a Firenze. A marzo a Brescia si svolge la BAM Brescia Art Marathon, una serie di gare competitive molto frequentate.
- Automobilismo: la città è punto di partenza e arrivo della Mille Miglia, il primo Gran Premio d'Italia nella storia si è svolto a Montichiari, c'è l'Autodromo di Franciacorta, oltre a numerose piste di kart, e in città ha la sede la Scuderia Italia, che ha gareggiato in Formula 1 con vetture costruite dalla Dallara.
- Baseball: il CUS Brescia Baseball, unica squadra di baseball del territorio bresciano, fondata nel 1987, dal 2015 milita nel campionato di Serie A.
- Calcio: fino al 2025 la squadra principale della provincia è stata il Brescia Calcio, la quale vantava 23 partecipazioni alla massima serie nazionale in 114 anni di storia, scioltasi per motivi finanziari. La città è ora rappresentata dall’Union Brescia, nata dal cambio di denominazione della Feralpisalò nel 2025[76] e militante in Serie C, categoria nella quale militano altre due formazioni della provincia: Il Football Club Lumezzane e l'Associazione Calcio Ospitaletto.
- Football americano: i Bengals Brescia sono stati tre volte Campioni d'Italia FIF vincendo i relativi Superbowl.
- Ginnastica artistica femminile: la squadra del Brixia è stata quattordici volte campione d'Italia.
- Hockey su prato: la squadra Hockey CusCube Brescia milita nel campionato nazionale di Serie A2.
- Pallacanestro: la Basket Brescia Leonessa, squadra rifondata nel 2009, è passata in breve tempo dal campionato dilettantesco alla Legadue e successivamente in Serie A con discreto successo di pubblico. Attualmente (2017) è la prima società di pallacanestro bresciana dopo il fallimento, nel 1996, della storica Basket Brescia.
- Pallamano: rappresentata dalle società Pallamano Leonessa, A.S.D. Pallamano Palazzolo, Pallamano Cologne e Handball Leno.
- Pallanuoto: La compagine cittadina Associazione Nuotatori Brescia partecipa alla Serie A1 è vincitrice di uno scudetto, tre coppe Italia, quattro coppe LEN (2002 - - 2006 - 2016 2003 - 2006 - 2016); altra società è la Brescia Waterpolo che milita nel campionato di Serie A2.
- Pallavolo: la città di Brescia è rappresentata dall'Atlantide Pallavolo Brescia militante in serie A2 maschile (2014-15), mentre in provincia con la squadra Promoball Volleyball Flero. Degne di menzione poiché legate alla provincia sono le società oramai sciolte Gabeca Pallavolo e Pallavolo Brescia.
- Rugby: nel campionato di eccellenza la squadra del Rugby Calvisano ha conquistato il suo settimo titolo di campione d'Italia; mentre nella seconda divisione milita il Rugby Brescia ed un tempo, l'oramai estinto club Rugby Leonessa.
- Wrestling: La ICW ha una palestra di wrestling a Brescia.

Nel 2011, a Lonato del Garda, si è svolta la 13ª edizione di Coppa del Mondo di Scherma Paralimpica organizzata dalla Associazione Villa Dei Colli Lonato Onlus dalla World Cup ASD Onlus. La competizione è riconosciuta da anni quale appuntamento più ambito nel mondo della scherma e vede mediamente la partecipazione di 20 nazioni.

## Gastronomia

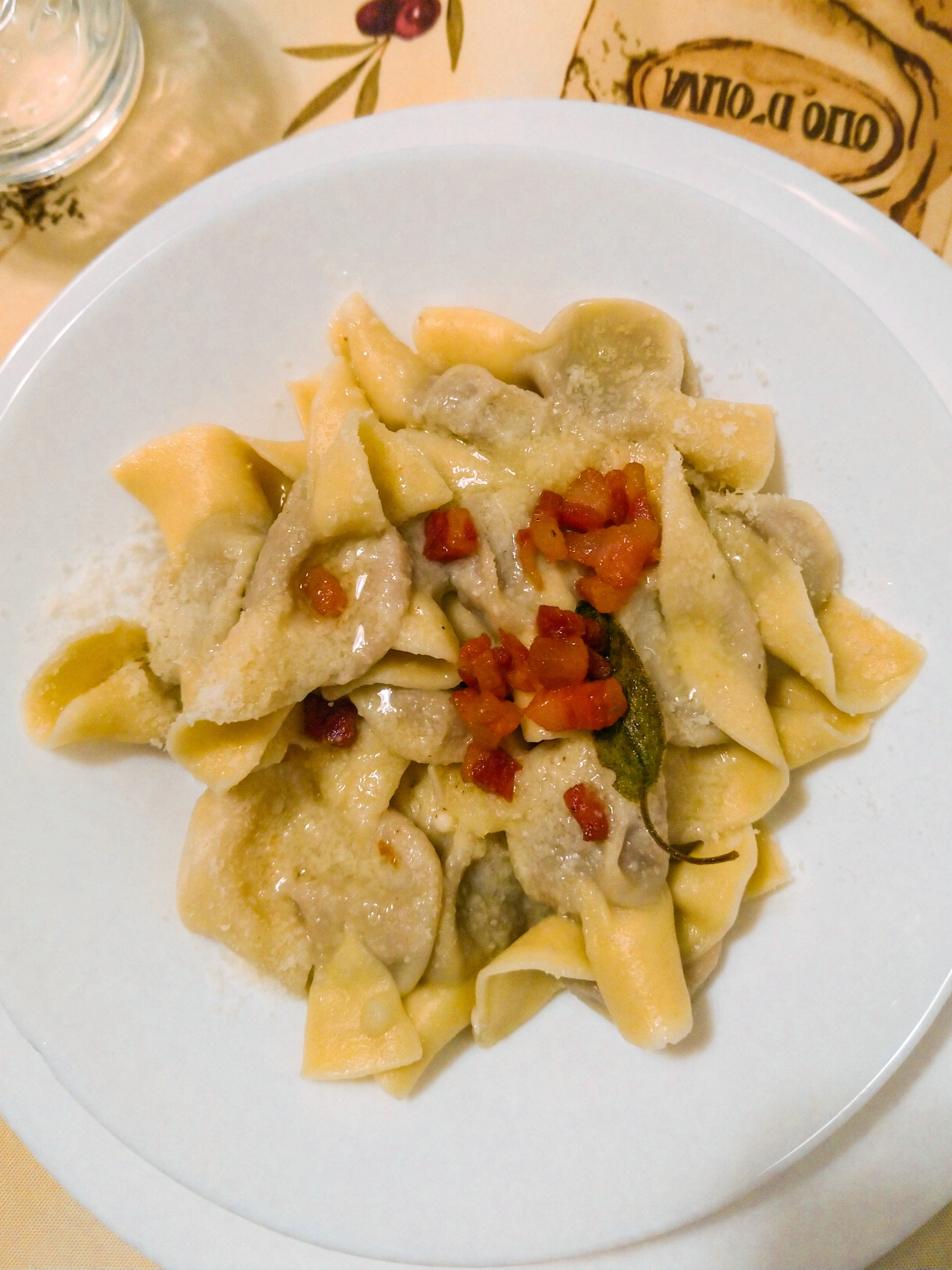
I Casoncelli, tipico piatto bresciano

La provincia di Brescia conta molti piatti tipici, tra cui:
- il bossolà bresciano
- Il brasato al Franciacorta di Capriolo
- i casoncelli di Barbariga, Castelcovati, Pontoglio[78] e Longhena (preparazioni Deco); preparati con salvia, burro fuso e grana grattugiato
- il maiale alla bresciana[79]
- il manzo all'olio di Rovato
- la marronata di Gottolengo
- La rete de.co. di Capriolo
- il salame cotto di Quinzano
- lo spiedo bresciano, costituito da uccellini, carne, patate, salvia ed accompagnato con polenta
- la tinca al forno con polenta (soprattutto a Clusane)
- la Travagliatina

Altri piatti della gastronomia bresciana, serviti con i molti vini DOC della provincia, sono: la grigliata, la gallina ripiena, l'uovo al tegamino con molto burro "nero", la bistecca di cavallo, il panino con salamina, lo spezzatino ai funghi, la cacciagione, la trota, la minestra di riso con le erbe, la pastasciutta al salmì (di lepre o di cinghiale), le ossa di maiale (lessate) e la polenta in accompagnamento.
La provincia è caratteristica per la produzione di diversi formaggi, tra cui: Bagòss, Nostrano Valtrompia, Silter, Tombea, le formaggelle delle valli, la Rosa Camuna e i caprini della Val Camonica, la robiola, lo stracchino, il gorgonzola e il Grana Padano.
Pur non essendo una pietanza, si segnala l'aperitivo bresciano per antonomasia: il pirlo.